# Câine
Câinele (Canis familiaris sau Canis lupus familiaris) este un descendent domesticit al lupului. Denumit și câine domestic, acesta provine din lupii cenușii din Pleistocen astăzi dispăruți. Câinele a fost prima specie domesticită de către om. Experții estimează că vânătorii-culegători au domesticit câinii cu peste 15.000 de ani în urmă, înainte de dezvoltarea agriculturii. Datorită asocierii lor îndelungate cu oamenii, câinii s-au extins la un număr mare de indivizi și au dobândit capacitatea de a prospera cu o dietă bogată în amidon, care ar fi inadecvată pentru alte canide.
Câinele a fost crescut selectiv de-a lungul mileniilor pentru diverse comportamente, capacități senzoriale și atribute fizice. Rasele de câini variază foarte mult în ceea ce privește forma, mărimea și culoarea. Aceștia îndeplinesc numeroase roluri pentru oameni, cum ar fi vânătoarea, pășunatul, tractarea de încărcături, protecția, asistarea poliției și a armatei, compania, terapia și ajutorul persoanelor cu handicap. De-a lungul mileniilor, câinii au devenit adaptați în mod unic la comportamentul uman, iar legătura dintre oameni și câini a fost un subiect de studiu frecvent. Această influență asupra societății umane le-a conferit supranumele de „cel mai bun prieten al omului”.

## Etimologie
Cuvântul „câine” provine din latinescul canis. Canis provine din indo-europeanul *kwon–, care a mai dat svan– în sanscrită, kyōn în greaca veche, hunt în germana veche, cu în irlandeza veche, shun în armeană și šuo în lituaniană.

## Taxonomie
În 1758, botanistul și zoologul suedez Carl Linnaeus a publicat în lucrarea sa Systema Naturae denumirea în două cuvinte a speciilor (nomenclatura binomială). Canis este cuvântul latin care înseamnă „câine”,  iar sub acest gen a enumerat câinele domestic, lupul și șacalul auriu. El a clasificat câinele domestic ca fiind Canis familiaris și, pe pagina următoare, a clasificat lupul cenușiu ca fiind Canis lupus. Linnaeus a considerat câinele ca fiind o specie separată de lup din cauza cozii sale întoarse în sus (cauda recurvata), care nu se găsește la niciun alt canid.
Un studiu din 1999, bazat pe ADN-ul mitocondrial (ADNmt), a sugerat o posibilă origine a câinilor domestici din lupul cenușiu. Se crede că rasele de câini dingo și câini cântăreți din Noua Guinee s-au separat de linia principală a câinilor domestici în timpuri străvechi, când comunitățile umane erau mai izolate unele de altele. În cea de-a treia ediție a lucrării Mammal Species of the World, publicată în 2005, specialistul în mamifere W. Christopher Wozencraft a enumerat sub numele de lup Canis lupus subspeciile sale sălbatice și a propus două subspecii suplimentare, care au format clada câinilor domestici: familiaris, așa cum a fost numit de Linnaeus în 1758 și dingo, numit de Meyer în 1793. Wozencraft s-a referit la studiul ADNmt ca fiind unul dintre ghidurile care i-au fundamentat decizia.
Clasificarea de mai jos urmează Rutkowski et al. (2015). Sunt în curs de desfășurare studii care, sperăm, vor dezvălui dacă șacalul dungat (C. adustus) și șacalul cu spate negru (C. mesomelas) ar trebui încorporate într-un gen separat, deoarece această clasificare face din Canis un grup parafilic.
|  | \| \| Șacal dungat (C. adustus) \| \| \| \| \| \| Șacal cu spatele negru (C. mesomelas) \| \| \| \| |
|  | |
|  | Șacal dungat (C. adustus)                                                                           |
|  | |
|  | Șacal cu spatele negru (C. mesomelas)                                                               |
|  | |

|  | Șacal dungat (C. adustus)             |
|  |                                       |
|  | Șacal cu spatele negru (C. mesomelas) |
|  |                                       |

| «lup» | \| \| Câine domestic, dingo (C. familiaris, C. dingo) \| \| \| \| \| \| Lup (C. lupus) \| \| \| \| |
|       | \| \| Câine domestic, dingo (C. familiaris, C. dingo) \| \| \| \| \| \| Lup (C. lupus) \| \| \| \| |
|       | Coiot (C. latrans)                                                                                 |
|       | |
|       | Câine domestic, dingo (C. familiaris, C. dingo)                                                    |
|       | |
|       | Lup (C. lupus)                                                                                     |
|       | |

|  | Câine domestic, dingo (C. familiaris, C. dingo) |
|  |                                                 |
|  | Lup (C. lupus)                                  |
|  |                                                 |

| «lup» | \| \| Câine domestic, dingo (C. familiaris, C. dingo) \| \| \| \| \| \| Lup (C. lupus) \| \| \| \| |
|       | \| \| Câine domestic, dingo (C. familiaris, C. dingo) \| \| \| \| \| \| Lup (C. lupus) \| \| \| \| |
|       | Coiot (C. latrans)                                                                                 |
|       | |
|       | Câine domestic, dingo (C. familiaris, C. dingo)                                                    |
|       | |
|       | Lup (C. lupus)                                                                                     |
|       | |

|  | Câine domestic, dingo (C. familiaris, C. dingo) |
|  |                                                 |
|  | Lup (C. lupus)                                  |
|  |                                                 |

| «lup» | \| \| Câine domestic, dingo (C. familiaris, C. dingo) \| \| \| \| \| \| Lup (C. lupus) \| \| \| \| |
|       | \| \| Câine domestic, dingo (C. familiaris, C. dingo) \| \| \| \| \| \| Lup (C. lupus) \| \| \| \| |
|       | Coiot (C. latrans)                                                                                 |
|       | |
|       | Câine domestic, dingo (C. familiaris, C. dingo)                                                    |
|       | |
|       | Lup (C. lupus)                                                                                     |
|       | |

|  | Câine domestic, dingo (C. familiaris, C. dingo) |
|  |                                                 |
|  | Lup (C. lupus)                                  |
|  |                                                 |

| «lup» | \| \| Câine domestic, dingo (C. familiaris, C. dingo) \| \| \| \| \| \| Lup (C. lupus) \| \| \| \| |
|       | \| \| Câine domestic, dingo (C. familiaris, C. dingo) \| \| \| \| \| \| Lup (C. lupus) \| \| \| \| |
|       | Coiot (C. latrans)                                                                                 |
|       | |
|       | Câine domestic, dingo (C. familiaris, C. dingo)                                                    |
|       | |
|       | Lup (C. lupus)                                                                                     |
|       | |

|  | Câine domestic, dingo (C. familiaris, C. dingo) |
|  |                                                 |
|  | Lup (C. lupus)                                  |
|  |                                                 |

| «lup» | \| \| Câine domestic, dingo (C. familiaris, C. dingo) \| \| \| \| \| \| Lup (C. lupus) \| \| \| \| |
|       | \| \| Câine domestic, dingo (C. familiaris, C. dingo) \| \| \| \| \| \| Lup (C. lupus) \| \| \| \| |
|       | Coiot (C. latrans)                                                                                 |
|       | |
|       | Câine domestic, dingo (C. familiaris, C. dingo)                                                    |
|       | |
|       | Lup (C. lupus)                                                                                     |
|       | |

|  | Câine domestic, dingo (C. familiaris, C. dingo) |
|  |                                                 |
|  | Lup (C. lupus)                                  |
|  |                                                 |

| «lup» | \| \| Câine domestic, dingo (C. familiaris, C. dingo) \| \| \| \| \| \| Lup (C. lupus) \| \| \| \| |
|       | \| \| Câine domestic, dingo (C. familiaris, C. dingo) \| \| \| \| \| \| Lup (C. lupus) \| \| \| \| |
|       | Coiot (C. latrans)                                                                                 |
|       | |
|       | Câine domestic, dingo (C. familiaris, C. dingo)                                                    |
|       | |
|       | Lup (C. lupus)                                                                                     |
|       | |

|  | Câine domestic, dingo (C. familiaris, C. dingo) |
|  |                                                 |
|  | Lup (C. lupus)                                  |
|  |                                                 |

| «lup» | \| \| Câine domestic, dingo (C. familiaris, C. dingo) \| \| \| \| \| \| Lup (C. lupus) \| \| \| \| |
|       | \| \| Câine domestic, dingo (C. familiaris, C. dingo) \| \| \| \| \| \| Lup (C. lupus) \| \| \| \| |
|       | Coiot (C. latrans)                                                                                 |
|       | |
|       | Câine domestic, dingo (C. familiaris, C. dingo)                                                    |
|       | |
|       | Lup (C. lupus)                                                                                     |
|       | |

|  | Câine domestic, dingo (C. familiaris, C. dingo) |
|  |                                                 |
|  | Lup (C. lupus)                                  |
|  |                                                 |

| «lup» | \| \| Câine domestic, dingo (C. familiaris, C. dingo) \| \| \| \| \| \| Lup (C. lupus) \| \| \| \| |
|       | \| \| Câine domestic, dingo (C. familiaris, C. dingo) \| \| \| \| \| \| Lup (C. lupus) \| \| \| \| |
|       | Coiot (C. latrans)                                                                                 |
|       | |
|       | Câine domestic, dingo (C. familiaris, C. dingo)                                                    |
|       | |
|       | Lup (C. lupus)                                                                                     |
|       | |

|  | Câine domestic, dingo (C. familiaris, C. dingo) |
|  |                                                 |
|  | Lup (C. lupus)                                  |
|  |                                                 |

| «lup» | \| \| Câine domestic, dingo (C. familiaris, C. dingo) \| \| \| \| \| \| Lup (C. lupus) \| \| \| \| |
|       | \| \| Câine domestic, dingo (C. familiaris, C. dingo) \| \| \| \| \| \| Lup (C. lupus) \| \| \| \| |
|       | Coiot (C. latrans)                                                                                 |
|       | |
|       | Câine domestic, dingo (C. familiaris, C. dingo)                                                    |
|       | |
|       | Lup (C. lupus)                                                                                     |
|       | |

|  | Câine domestic, dingo (C. familiaris, C. dingo) |
|  |                                                 |
|  | Lup (C. lupus)                                  |
|  |                                                 |

| «lup» | \| \| Câine domestic, dingo (C. familiaris, C. dingo) \| \| \| \| \| \| Lup (C. lupus) \| \| \| \| |
|       | \| \| Câine domestic, dingo (C. familiaris, C. dingo) \| \| \| \| \| \| Lup (C. lupus) \| \| \| \| |
|       | Coiot (C. latrans)                                                                                 |
|       | |
|       | Câine domestic, dingo (C. familiaris, C. dingo)                                                    |
|       | |
|       | Lup (C. lupus)                                                                                     |
|       | |

|  | Câine domestic, dingo (C. familiaris, C. dingo) |
|  |                                                 |
|  | Lup (C. lupus)                                  |
|  |                                                 |

| «lup» | \| \| Câine domestic, dingo (C. familiaris, C. dingo) \| \| \| \| \| \| Lup (C. lupus) \| \| \| \| |
|       | \| \| Câine domestic, dingo (C. familiaris, C. dingo) \| \| \| \| \| \| Lup (C. lupus) \| \| \| \| |
|       | Coiot (C. latrans)                                                                                 |
|       | |
|       | Câine domestic, dingo (C. familiaris, C. dingo)                                                    |
|       | |
|       | Lup (C. lupus)                                                                                     |
|       | |

|  | Câine domestic, dingo (C. familiaris, C. dingo) |
|  |                                                 |
|  | Lup (C. lupus)                                  |
|  |                                                 |

| «lup» | \| \| Câine domestic, dingo (C. familiaris, C. dingo) \| \| \| \| \| \| Lup (C. lupus) \| \| \| \| |
|       | \| \| Câine domestic, dingo (C. familiaris, C. dingo) \| \| \| \| \| \| Lup (C. lupus) \| \| \| \| |
|       | Coiot (C. latrans)                                                                                 |
|       | |
|       | Câine domestic, dingo (C. familiaris, C. dingo)                                                    |
|       | |
|       | Lup (C. lupus)                                                                                     |
|       | |

|  | Câine domestic, dingo (C. familiaris, C. dingo) |
|  |                                                 |
|  | Lup (C. lupus)                                  |
|  |                                                 |

| «lup» | \| \| Câine domestic, dingo (C. familiaris, C. dingo) \| \| \| \| \| \| Lup (C. lupus) \| \| \| \| |
|       | \| \| Câine domestic, dingo (C. familiaris, C. dingo) \| \| \| \| \| \| Lup (C. lupus) \| \| \| \| |
|       | Coiot (C. latrans)                                                                                 |
|       | |
|       | Câine domestic, dingo (C. familiaris, C. dingo)                                                    |
|       | |
|       | Lup (C. lupus)                                                                                     |
|       | |

|  | Câine domestic, dingo (C. familiaris, C. dingo) |
|  |                                                 |
|  | Lup (C. lupus)                                  |
|  |                                                 |

| «lup» | \| \| Câine domestic, dingo (C. familiaris, C. dingo) \| \| \| \| \| \| Lup (C. lupus) \| \| \| \| |
|       | \| \| Câine domestic, dingo (C. familiaris, C. dingo) \| \| \| \| \| \| Lup (C. lupus) \| \| \| \| |
|       | Coiot (C. latrans)                                                                                 |
|       | |
|       | Câine domestic, dingo (C. familiaris, C. dingo)                                                    |
|       | |
|       | Lup (C. lupus)                                                                                     |
|       | |

|  | Câine domestic, dingo (C. familiaris, C. dingo) |
|  |                                                 |
|  | Lup (C. lupus)                                  |
|  |                                                 |

| «lup» | \| \| Câine domestic, dingo (C. familiaris, C. dingo) \| \| \| \| \| \| Lup (C. lupus) \| \| \| \| |
|       | \| \| Câine domestic, dingo (C. familiaris, C. dingo) \| \| \| \| \| \| Lup (C. lupus) \| \| \| \| |
|       | Coiot (C. latrans)                                                                                 |
|       | |
|       | Câine domestic, dingo (C. familiaris, C. dingo)                                                    |
|       | |
|       | Lup (C. lupus)                                                                                     |
|       | |

|  | Câine domestic, dingo (C. familiaris, C. dingo) |
|  |                                                 |
|  | Lup (C. lupus)                                  |
|  |                                                 |

| «lup» | \| \| Câine domestic, dingo (C. familiaris, C. dingo) \| \| \| \| \| \| Lup (C. lupus) \| \| \| \| |
|       | \| \| Câine domestic, dingo (C. familiaris, C. dingo) \| \| \| \| \| \| Lup (C. lupus) \| \| \| \| |
|       | Coiot (C. latrans)                                                                                 |
|       | |
|       | Câine domestic, dingo (C. familiaris, C. dingo)                                                    |
|       | |
|       | Lup (C. lupus)                                                                                     |
|       | |

|  | Câine domestic, dingo (C. familiaris, C. dingo) |
|  |                                                 |
|  | Lup (C. lupus)                                  |
|  |                                                 |

|  | Câinele sălbatic african (Lycaon pictus) |
|  |                                          |

| «lup» | \| \| Câine domestic, dingo (C. familiaris, C. dingo) \| \| \| \| \| \| Lup (C. lupus) \| \| \| \| |
|       | \| \| Câine domestic, dingo (C. familiaris, C. dingo) \| \| \| \| \| \| Lup (C. lupus) \| \| \| \| |
|       | Coiot (C. latrans)                                                                                 |
|       | |
|       | Câine domestic, dingo (C. familiaris, C. dingo)                                                    |
|       | |
|       | Lup (C. lupus)                                                                                     |
|       | |

|  | Câine domestic, dingo (C. familiaris, C. dingo) |
|  |                                                 |
|  | Lup (C. lupus)                                  |
|  |                                                 |

| «lup» | \| \| Câine domestic, dingo (C. familiaris, C. dingo) \| \| \| \| \| \| Lup (C. lupus) \| \| \| \| |
|       | \| \| Câine domestic, dingo (C. familiaris, C. dingo) \| \| \| \| \| \| Lup (C. lupus) \| \| \| \| |
|       | Coiot (C. latrans)                                                                                 |
|       | |
|       | Câine domestic, dingo (C. familiaris, C. dingo)                                                    |
|       | |
|       | Lup (C. lupus)                                                                                     |
|       | |

|  | Câine domestic, dingo (C. familiaris, C. dingo) |
|  |                                                 |
|  | Lup (C. lupus)                                  |
|  |                                                 |

| «lup» | \| \| Câine domestic, dingo (C. familiaris, C. dingo) \| \| \| \| \| \| Lup (C. lupus) \| \| \| \| |
|       | \| \| Câine domestic, dingo (C. familiaris, C. dingo) \| \| \| \| \| \| Lup (C. lupus) \| \| \| \| |
|       | Coiot (C. latrans)                                                                                 |
|       | |
|       | Câine domestic, dingo (C. familiaris, C. dingo)                                                    |
|       | |
|       | Lup (C. lupus)                                                                                     |
|       | |

|  | Câine domestic, dingo (C. familiaris, C. dingo) |
|  |                                                 |
|  | Lup (C. lupus)                                  |
|  |                                                 |

| «lup» | \| \| Câine domestic, dingo (C. familiaris, C. dingo) \| \| \| \| \| \| Lup (C. lupus) \| \| \| \| |
|       | \| \| Câine domestic, dingo (C. familiaris, C. dingo) \| \| \| \| \| \| Lup (C. lupus) \| \| \| \| |
|       | Coiot (C. latrans)                                                                                 |
|       | |
|       | Câine domestic, dingo (C. familiaris, C. dingo)                                                    |
|       | |
|       | Lup (C. lupus)                                                                                     |
|       | |

|  | Câine domestic, dingo (C. familiaris, C. dingo) |
|  |                                                 |
|  | Lup (C. lupus)                                  |
|  |                                                 |

| «lup» | \| \| Câine domestic, dingo (C. familiaris, C. dingo) \| \| \| \| \| \| Lup (C. lupus) \| \| \| \| |
|       | \| \| Câine domestic, dingo (C. familiaris, C. dingo) \| \| \| \| \| \| Lup (C. lupus) \| \| \| \| |
|       | Coiot (C. latrans)                                                                                 |
|       | |
|       | Câine domestic, dingo (C. familiaris, C. dingo)                                                    |
|       | |
|       | Lup (C. lupus)                                                                                     |
|       | |

|  | Câine domestic, dingo (C. familiaris, C. dingo) |
|  |                                                 |
|  | Lup (C. lupus)                                  |
|  |                                                 |

| «lup» | \| \| Câine domestic, dingo (C. familiaris, C. dingo) \| \| \| \| \| \| Lup (C. lupus) \| \| \| \| |
|       | \| \| Câine domestic, dingo (C. familiaris, C. dingo) \| \| \| \| \| \| Lup (C. lupus) \| \| \| \| |
|       | Coiot (C. latrans)                                                                                 |
|       | |
|       | Câine domestic, dingo (C. familiaris, C. dingo)                                                    |
|       | |
|       | Lup (C. lupus)                                                                                     |
|       | |

|  | Câine domestic, dingo (C. familiaris, C. dingo) |
|  |                                                 |
|  | Lup (C. lupus)                                  |
|  |                                                 |

| «lup» | \| \| Câine domestic, dingo (C. familiaris, C. dingo) \| \| \| \| \| \| Lup (C. lupus) \| \| \| \| |
|       | \| \| Câine domestic, dingo (C. familiaris, C. dingo) \| \| \| \| \| \| Lup (C. lupus) \| \| \| \| |
|       | Coiot (C. latrans)                                                                                 |
|       | |
|       | Câine domestic, dingo (C. familiaris, C. dingo)                                                    |
|       | |
|       | Lup (C. lupus)                                                                                     |
|       | |

|  | Câine domestic, dingo (C. familiaris, C. dingo) |
|  |                                                 |
|  | Lup (C. lupus)                                  |
|  |                                                 |

| «lup» | \| \| Câine domestic, dingo (C. familiaris, C. dingo) \| \| \| \| \| \| Lup (C. lupus) \| \| \| \| |
|       | \| \| Câine domestic, dingo (C. familiaris, C. dingo) \| \| \| \| \| \| Lup (C. lupus) \| \| \| \| |
|       | Coiot (C. latrans)                                                                                 |
|       | |
|       | Câine domestic, dingo (C. familiaris, C. dingo)                                                    |
|       | |
|       | Lup (C. lupus)                                                                                     |
|       | |

|  | Câine domestic, dingo (C. familiaris, C. dingo) |
|  |                                                 |
|  | Lup (C. lupus)                                  |
|  |                                                 |

| «lup» | \| \| Câine domestic, dingo (C. familiaris, C. dingo) \| \| \| \| \| \| Lup (C. lupus) \| \| \| \| |
|       | \| \| Câine domestic, dingo (C. familiaris, C. dingo) \| \| \| \| \| \| Lup (C. lupus) \| \| \| \| |
|       | Coiot (C. latrans)                                                                                 |
|       | |
|       | Câine domestic, dingo (C. familiaris, C. dingo)                                                    |
|       | |
|       | Lup (C. lupus)                                                                                     |
|       | |

|  | Câine domestic, dingo (C. familiaris, C. dingo) |
|  |                                                 |
|  | Lup (C. lupus)                                  |
|  |                                                 |

| «lup» | \| \| Câine domestic, dingo (C. familiaris, C. dingo) \| \| \| \| \| \| Lup (C. lupus) \| \| \| \| |
|       | \| \| Câine domestic, dingo (C. familiaris, C. dingo) \| \| \| \| \| \| Lup (C. lupus) \| \| \| \| |
|       | Coiot (C. latrans)                                                                                 |
|       | |
|       | Câine domestic, dingo (C. familiaris, C. dingo)                                                    |
|       | |
|       | Lup (C. lupus)                                                                                     |
|       | |

|  | Câine domestic, dingo (C. familiaris, C. dingo) |
|  |                                                 |
|  | Lup (C. lupus)                                  |
|  |                                                 |

| «lup» | \| \| Câine domestic, dingo (C. familiaris, C. dingo) \| \| \| \| \| \| Lup (C. lupus) \| \| \| \| |
|       | \| \| Câine domestic, dingo (C. familiaris, C. dingo) \| \| \| \| \| \| Lup (C. lupus) \| \| \| \| |
|       | Coiot (C. latrans)                                                                                 |
|       | |
|       | Câine domestic, dingo (C. familiaris, C. dingo)                                                    |
|       | |
|       | Lup (C. lupus)                                                                                     |
|       | |

|  | Câine domestic, dingo (C. familiaris, C. dingo) |
|  |                                                 |
|  | Lup (C. lupus)                                  |
|  |                                                 |

| «lup» | \| \| Câine domestic, dingo (C. familiaris, C. dingo) \| \| \| \| \| \| Lup (C. lupus) \| \| \| \| |
|       | \| \| Câine domestic, dingo (C. familiaris, C. dingo) \| \| \| \| \| \| Lup (C. lupus) \| \| \| \| |
|       | Coiot (C. latrans)                                                                                 |
|       | |
|       | Câine domestic, dingo (C. familiaris, C. dingo)                                                    |
|       | |
|       | Lup (C. lupus)                                                                                     |
|       | |

|  | Câine domestic, dingo (C. familiaris, C. dingo) |
|  |                                                 |
|  | Lup (C. lupus)                                  |
|  |                                                 |

| «lup» | \| \| Câine domestic, dingo (C. familiaris, C. dingo) \| \| \| \| \| \| Lup (C. lupus) \| \| \| \| |
|       | \| \| Câine domestic, dingo (C. familiaris, C. dingo) \| \| \| \| \| \| Lup (C. lupus) \| \| \| \| |
|       | Coiot (C. latrans)                                                                                 |
|       | |
|       | Câine domestic, dingo (C. familiaris, C. dingo)                                                    |
|       | |
|       | Lup (C. lupus)                                                                                     |
|       | |

|  | Câine domestic, dingo (C. familiaris, C. dingo) |
|  |                                                 |
|  | Lup (C. lupus)                                  |
|  |                                                 |

| «lup» | \| \| Câine domestic, dingo (C. familiaris, C. dingo) \| \| \| \| \| \| Lup (C. lupus) \| \| \| \| |
|       | \| \| Câine domestic, dingo (C. familiaris, C. dingo) \| \| \| \| \| \| Lup (C. lupus) \| \| \| \| |
|       | Coiot (C. latrans)                                                                                 |
|       | |
|       | Câine domestic, dingo (C. familiaris, C. dingo)                                                    |
|       | |
|       | Lup (C. lupus)                                                                                     |
|       | |

|  | Câine domestic, dingo (C. familiaris, C. dingo) |
|  |                                                 |
|  | Lup (C. lupus)                                  |
|  |                                                 |

| «lup» | \| \| Câine domestic, dingo (C. familiaris, C. dingo) \| \| \| \| \| \| Lup (C. lupus) \| \| \| \| |
|       | \| \| Câine domestic, dingo (C. familiaris, C. dingo) \| \| \| \| \| \| Lup (C. lupus) \| \| \| \| |
|       | Coiot (C. latrans)                                                                                 |
|       | |
|       | Câine domestic, dingo (C. familiaris, C. dingo)                                                    |
|       | |
|       | Lup (C. lupus)                                                                                     |
|       | |

|  | Câine domestic, dingo (C. familiaris, C. dingo) |
|  |                                                 |
|  | Lup (C. lupus)                                  |
|  |                                                 |

| «lup» | \| \| Câine domestic, dingo (C. familiaris, C. dingo) \| \| \| \| \| \| Lup (C. lupus) \| \| \| \| |
|       | \| \| Câine domestic, dingo (C. familiaris, C. dingo) \| \| \| \| \| \| Lup (C. lupus) \| \| \| \| |
|       | Coiot (C. latrans)                                                                                 |
|       | |
|       | Câine domestic, dingo (C. familiaris, C. dingo)                                                    |
|       | |
|       | Lup (C. lupus)                                                                                     |
|       | |

|  | Câine domestic, dingo (C. familiaris, C. dingo) |
|  |                                                 |
|  | Lup (C. lupus)                                  |
|  |                                                 |

|  | Câinele sălbatic african (Lycaon pictus) |
|  |                                          |

|  | \| \| Șacal dungat (C. adustus) \| \| \| \| \| \| Șacal cu spatele negru (C. mesomelas) \| \| \| \| |
|  | |
|  | Șacal dungat (C. adustus)                                                                           |
|  | |
|  | Șacal cu spatele negru (C. mesomelas)                                                               |
|  | |

|  | Șacal dungat (C. adustus)             |
|  |                                       |
|  | Șacal cu spatele negru (C. mesomelas) |
|  |                                       |

| «lup» | \| \| Câine domestic, dingo (C. familiaris, C. dingo) \| \| \| \| \| \| Lup (C. lupus) \| \| \| \| |
|       | \| \| Câine domestic, dingo (C. familiaris, C. dingo) \| \| \| \| \| \| Lup (C. lupus) \| \| \| \| |
|       | Coiot (C. latrans)                                                                                 |
|       | |
|       | Câine domestic, dingo (C. familiaris, C. dingo)                                                    |
|       | |
|       | Lup (C. lupus)                                                                                     |
|       | |

|  | Câine domestic, dingo (C. familiaris, C. dingo) |
|  |                                                 |
|  | Lup (C. lupus)                                  |
|  |                                                 |

| «lup» | \| \| Câine domestic, dingo (C. familiaris, C. dingo) \| \| \| \| \| \| Lup (C. lupus) \| \| \| \| |
|       | \| \| Câine domestic, dingo (C. familiaris, C. dingo) \| \| \| \| \| \| Lup (C. lupus) \| \| \| \| |
|       | Coiot (C. latrans)                                                                                 |
|       | |
|       | Câine domestic, dingo (C. familiaris, C. dingo)                                                    |
|       | |
|       | Lup (C. lupus)                                                                                     |
|       | |

|  | Câine domestic, dingo (C. familiaris, C. dingo) |
|  |                                                 |
|  | Lup (C. lupus)                                  |
|  |                                                 |

| «lup» | \| \| Câine domestic, dingo (C. familiaris, C. dingo) \| \| \| \| \| \| Lup (C. lupus) \| \| \| \| |
|       | \| \| Câine domestic, dingo (C. familiaris, C. dingo) \| \| \| \| \| \| Lup (C. lupus) \| \| \| \| |
|       | Coiot (C. latrans)                                                                                 |
|       | |
|       | Câine domestic, dingo (C. familiaris, C. dingo)                                                    |
|       | |
|       | Lup (C. lupus)                                                                                     |
|       | |

|  | Câine domestic, dingo (C. familiaris, C. dingo) |
|  |                                                 |
|  | Lup (C. lupus)                                  |
|  |                                                 |

| «lup» | \| \| Câine domestic, dingo (C. familiaris, C. dingo) \| \| \| \| \| \| Lup (C. lupus) \| \| \| \| |
|       | \| \| Câine domestic, dingo (C. familiaris, C. dingo) \| \| \| \| \| \| Lup (C. lupus) \| \| \| \| |
|       | Coiot (C. latrans)                                                                                 |
|       | |
|       | Câine domestic, dingo (C. familiaris, C. dingo)                                                    |
|       | |
|       | Lup (C. lupus)                                                                                     |
|       | |

|  | Câine domestic, dingo (C. familiaris, C. dingo) |
|  |                                                 |
|  | Lup (C. lupus)                                  |
|  |                                                 |

| «lup» | \| \| Câine domestic, dingo (C. familiaris, C. dingo) \| \| \| \| \| \| Lup (C. lupus) \| \| \| \| |
|       | \| \| Câine domestic, dingo (C. familiaris, C. dingo) \| \| \| \| \| \| Lup (C. lupus) \| \| \| \| |
|       | Coiot (C. latrans)                                                                                 |
|       | |
|       | Câine domestic, dingo (C. familiaris, C. dingo)                                                    |
|       | |
|       | Lup (C. lupus)                                                                                     |
|       | |

|  | Câine domestic, dingo (C. familiaris, C. dingo) |
|  |                                                 |
|  | Lup (C. lupus)                                  |
|  |                                                 |

| «lup» | \| \| Câine domestic, dingo (C. familiaris, C. dingo) \| \| \| \| \| \| Lup (C. lupus) \| \| \| \| |
|       | \| \| Câine domestic, dingo (C. familiaris, C. dingo) \| \| \| \| \| \| Lup (C. lupus) \| \| \| \| |
|       | Coiot (C. latrans)                                                                                 |
|       | |
|       | Câine domestic, dingo (C. familiaris, C. dingo)                                                    |
|       | |
|       | Lup (C. lupus)                                                                                     |
|       | |

|  | Câine domestic, dingo (C. familiaris, C. dingo) |
|  |                                                 |
|  | Lup (C. lupus)                                  |
|  |                                                 |

| «lup» | \| \| Câine domestic, dingo (C. familiaris, C. dingo) \| \| \| \| \| \| Lup (C. lupus) \| \| \| \| |
|       | \| \| Câine domestic, dingo (C. familiaris, C. dingo) \| \| \| \| \| \| Lup (C. lupus) \| \| \| \| |
|       | Coiot (C. latrans)                                                                                 |
|       | |
|       | Câine domestic, dingo (C. familiaris, C. dingo)                                                    |
|       | |
|       | Lup (C. lupus)                                                                                     |
|       | |

|  | Câine domestic, dingo (C. familiaris, C. dingo) |
|  |                                                 |
|  | Lup (C. lupus)                                  |
|  |                                                 |

| «lup» | \| \| Câine domestic, dingo (C. familiaris, C. dingo) \| \| \| \| \| \| Lup (C. lupus) \| \| \| \| |
|       | \| \| Câine domestic, dingo (C. familiaris, C. dingo) \| \| \| \| \| \| Lup (C. lupus) \| \| \| \| |
|       | Coiot (C. latrans)                                                                                 |
|       | |
|       | Câine domestic, dingo (C. familiaris, C. dingo)                                                    |
|       | |
|       | Lup (C. lupus)                                                                                     |
|       | |

|  | Câine domestic, dingo (C. familiaris, C. dingo) |
|  |                                                 |
|  | Lup (C. lupus)                                  |
|  |                                                 |

| «lup» | \| \| Câine domestic, dingo (C. familiaris, C. dingo) \| \| \| \| \| \| Lup (C. lupus) \| \| \| \| |
|       | \| \| Câine domestic, dingo (C. familiaris, C. dingo) \| \| \| \| \| \| Lup (C. lupus) \| \| \| \| |
|       | Coiot (C. latrans)                                                                                 |
|       | |
|       | Câine domestic, dingo (C. familiaris, C. dingo)                                                    |
|       | |
|       | Lup (C. lupus)                                                                                     |
|       | |

|  | Câine domestic, dingo (C. familiaris, C. dingo) |
|  |                                                 |
|  | Lup (C. lupus)                                  |
|  |                                                 |

| «lup» | \| \| Câine domestic, dingo (C. familiaris, C. dingo) \| \| \| \| \| \| Lup (C. lupus) \| \| \| \| |
|       | \| \| Câine domestic, dingo (C. familiaris, C. dingo) \| \| \| \| \| \| Lup (C. lupus) \| \| \| \| |
|       | Coiot (C. latrans)                                                                                 |
|       | |
|       | Câine domestic, dingo (C. familiaris, C. dingo)                                                    |
|       | |
|       | Lup (C. lupus)                                                                                     |
|       | |

|  | Câine domestic, dingo (C. familiaris, C. dingo) |
|  |                                                 |
|  | Lup (C. lupus)                                  |
|  |                                                 |

| «lup» | \| \| Câine domestic, dingo (C. familiaris, C. dingo) \| \| \| \| \| \| Lup (C. lupus) \| \| \| \| |
|       | \| \| Câine domestic, dingo (C. familiaris, C. dingo) \| \| \| \| \| \| Lup (C. lupus) \| \| \| \| |
|       | Coiot (C. latrans)                                                                                 |
|       | |
|       | Câine domestic, dingo (C. familiaris, C. dingo)                                                    |
|       | |
|       | Lup (C. lupus)                                                                                     |
|       | |

|  | Câine domestic, dingo (C. familiaris, C. dingo) |
|  |                                                 |
|  | Lup (C. lupus)                                  |
|  |                                                 |

| «lup» | \| \| Câine domestic, dingo (C. familiaris, C. dingo) \| \| \| \| \| \| Lup (C. lupus) \| \| \| \| |
|       | \| \| Câine domestic, dingo (C. familiaris, C. dingo) \| \| \| \| \| \| Lup (C. lupus) \| \| \| \| |
|       | Coiot (C. latrans)                                                                                 |
|       | |
|       | Câine domestic, dingo (C. familiaris, C. dingo)                                                    |
|       | |
|       | Lup (C. lupus)                                                                                     |
|       | |

|  | Câine domestic, dingo (C. familiaris, C. dingo) |
|  |                                                 |
|  | Lup (C. lupus)                                  |
|  |                                                 |

| «lup» | \| \| Câine domestic, dingo (C. familiaris, C. dingo) \| \| \| \| \| \| Lup (C. lupus) \| \| \| \| |
|       | \| \| Câine domestic, dingo (C. familiaris, C. dingo) \| \| \| \| \| \| Lup (C. lupus) \| \| \| \| |
|       | Coiot (C. latrans)                                                                                 |
|       | |
|       | Câine domestic, dingo (C. familiaris, C. dingo)                                                    |
|       | |
|       | Lup (C. lupus)                                                                                     |
|       | |

|  | Câine domestic, dingo (C. familiaris, C. dingo) |
|  |                                                 |
|  | Lup (C. lupus)                                  |
|  |                                                 |

| «lup» | \| \| Câine domestic, dingo (C. familiaris, C. dingo) \| \| \| \| \| \| Lup (C. lupus) \| \| \| \| |
|       | \| \| Câine domestic, dingo (C. familiaris, C. dingo) \| \| \| \| \| \| Lup (C. lupus) \| \| \| \| |
|       | Coiot (C. latrans)                                                                                 |
|       | |
|       | Câine domestic, dingo (C. familiaris, C. dingo)                                                    |
|       | |
|       | Lup (C. lupus)                                                                                     |
|       | |

|  | Câine domestic, dingo (C. familiaris, C. dingo) |
|  |                                                 |
|  | Lup (C. lupus)                                  |
|  |                                                 |

| «lup» | \| \| Câine domestic, dingo (C. familiaris, C. dingo) \| \| \| \| \| \| Lup (C. lupus) \| \| \| \| |
|       | \| \| Câine domestic, dingo (C. familiaris, C. dingo) \| \| \| \| \| \| Lup (C. lupus) \| \| \| \| |
|       | Coiot (C. latrans)                                                                                 |
|       | |
|       | Câine domestic, dingo (C. familiaris, C. dingo)                                                    |
|       | |
|       | Lup (C. lupus)                                                                                     |
|       | |

|  | Câine domestic, dingo (C. familiaris, C. dingo) |
|  |                                                 |
|  | Lup (C. lupus)                                  |
|  |                                                 |

| «lup» | \| \| Câine domestic, dingo (C. familiaris, C. dingo) \| \| \| \| \| \| Lup (C. lupus) \| \| \| \| |
|       | \| \| Câine domestic, dingo (C. familiaris, C. dingo) \| \| \| \| \| \| Lup (C. lupus) \| \| \| \| |
|       | Coiot (C. latrans)                                                                                 |
|       | |
|       | Câine domestic, dingo (C. familiaris, C. dingo)                                                    |
|       | |
|       | Lup (C. lupus)                                                                                     |
|       | |

|  | Câine domestic, dingo (C. familiaris, C. dingo) |
|  |                                                 |
|  | Lup (C. lupus)                                  |
|  |                                                 |

|  | Câinele sălbatic african (Lycaon pictus) |
|  |                                          |

| «lup» | \| \| Câine domestic, dingo (C. familiaris, C. dingo) \| \| \| \| \| \| Lup (C. lupus) \| \| \| \| |
|       | \| \| Câine domestic, dingo (C. familiaris, C. dingo) \| \| \| \| \| \| Lup (C. lupus) \| \| \| \| |
|       | Coiot (C. latrans)                                                                                 |
|       | |
|       | Câine domestic, dingo (C. familiaris, C. dingo)                                                    |
|       | |
|       | Lup (C. lupus)                                                                                     |
|       | |

|  | Câine domestic, dingo (C. familiaris, C. dingo) |
|  |                                                 |
|  | Lup (C. lupus)                                  |
|  |                                                 |

| «lup» | \| \| Câine domestic, dingo (C. familiaris, C. dingo) \| \| \| \| \| \| Lup (C. lupus) \| \| \| \| |
|       | \| \| Câine domestic, dingo (C. familiaris, C. dingo) \| \| \| \| \| \| Lup (C. lupus) \| \| \| \| |
|       | Coiot (C. latrans)                                                                                 |
|       | |
|       | Câine domestic, dingo (C. familiaris, C. dingo)                                                    |
|       | |
|       | Lup (C. lupus)                                                                                     |
|       | |

|  | Câine domestic, dingo (C. familiaris, C. dingo) |
|  |                                                 |
|  | Lup (C. lupus)                                  |
|  |                                                 |

| «lup» | \| \| Câine domestic, dingo (C. familiaris, C. dingo) \| \| \| \| \| \| Lup (C. lupus) \| \| \| \| |
|       | \| \| Câine domestic, dingo (C. familiaris, C. dingo) \| \| \| \| \| \| Lup (C. lupus) \| \| \| \| |
|       | Coiot (C. latrans)                                                                                 |
|       | |
|       | Câine domestic, dingo (C. familiaris, C. dingo)                                                    |
|       | |
|       | Lup (C. lupus)                                                                                     |
|       | |

|  | Câine domestic, dingo (C. familiaris, C. dingo) |
|  |                                                 |
|  | Lup (C. lupus)                                  |
|  |                                                 |

| «lup» | \| \| Câine domestic, dingo (C. familiaris, C. dingo) \| \| \| \| \| \| Lup (C. lupus) \| \| \| \| |
|       | \| \| Câine domestic, dingo (C. familiaris, C. dingo) \| \| \| \| \| \| Lup (C. lupus) \| \| \| \| |
|       | Coiot (C. latrans)                                                                                 |
|       | |
|       | Câine domestic, dingo (C. familiaris, C. dingo)                                                    |
|       | |
|       | Lup (C. lupus)                                                                                     |
|       | |

|  | Câine domestic, dingo (C. familiaris, C. dingo) |
|  |                                                 |
|  | Lup (C. lupus)                                  |
|  |                                                 |

| «lup» | \| \| Câine domestic, dingo (C. familiaris, C. dingo) \| \| \| \| \| \| Lup (C. lupus) \| \| \| \| |
|       | \| \| Câine domestic, dingo (C. familiaris, C. dingo) \| \| \| \| \| \| Lup (C. lupus) \| \| \| \| |
|       | Coiot (C. latrans)                                                                                 |
|       | |
|       | Câine domestic, dingo (C. familiaris, C. dingo)                                                    |
|       | |
|       | Lup (C. lupus)                                                                                     |
|       | |

|  | Câine domestic, dingo (C. familiaris, C. dingo) |
|  |                                                 |
|  | Lup (C. lupus)                                  |
|  |                                                 |

| «lup» | \| \| Câine domestic, dingo (C. familiaris, C. dingo) \| \| \| \| \| \| Lup (C. lupus) \| \| \| \| |
|       | \| \| Câine domestic, dingo (C. familiaris, C. dingo) \| \| \| \| \| \| Lup (C. lupus) \| \| \| \| |
|       | Coiot (C. latrans)                                                                                 |
|       | |
|       | Câine domestic, dingo (C. familiaris, C. dingo)                                                    |
|       | |
|       | Lup (C. lupus)                                                                                     |
|       | |

|  | Câine domestic, dingo (C. familiaris, C. dingo) |
|  |                                                 |
|  | Lup (C. lupus)                                  |
|  |                                                 |

| «lup» | \| \| Câine domestic, dingo (C. familiaris, C. dingo) \| \| \| \| \| \| Lup (C. lupus) \| \| \| \| |
|       | \| \| Câine domestic, dingo (C. familiaris, C. dingo) \| \| \| \| \| \| Lup (C. lupus) \| \| \| \| |
|       | Coiot (C. latrans)                                                                                 |
|       | |
|       | Câine domestic, dingo (C. familiaris, C. dingo)                                                    |
|       | |
|       | Lup (C. lupus)                                                                                     |
|       | |

|  | Câine domestic, dingo (C. familiaris, C. dingo) |
|  |                                                 |
|  | Lup (C. lupus)                                  |
|  |                                                 |

| «lup» | \| \| Câine domestic, dingo (C. familiaris, C. dingo) \| \| \| \| \| \| Lup (C. lupus) \| \| \| \| |
|       | \| \| Câine domestic, dingo (C. familiaris, C. dingo) \| \| \| \| \| \| Lup (C. lupus) \| \| \| \| |
|       | Coiot (C. latrans)                                                                                 |
|       | |
|       | Câine domestic, dingo (C. familiaris, C. dingo)                                                    |
|       | |
|       | Lup (C. lupus)                                                                                     |
|       | |

|  | Câine domestic, dingo (C. familiaris, C. dingo) |
|  |                                                 |
|  | Lup (C. lupus)                                  |
|  |                                                 |

| «lup» | \| \| Câine domestic, dingo (C. familiaris, C. dingo) \| \| \| \| \| \| Lup (C. lupus) \| \| \| \| |
|       | \| \| Câine domestic, dingo (C. familiaris, C. dingo) \| \| \| \| \| \| Lup (C. lupus) \| \| \| \| |
|       | Coiot (C. latrans)                                                                                 |
|       | |
|       | Câine domestic, dingo (C. familiaris, C. dingo)                                                    |
|       | |
|       | Lup (C. lupus)                                                                                     |
|       | |

|  | Câine domestic, dingo (C. familiaris, C. dingo) |
|  |                                                 |
|  | Lup (C. lupus)                                  |
|  |                                                 |

| «lup» | \| \| Câine domestic, dingo (C. familiaris, C. dingo) \| \| \| \| \| \| Lup (C. lupus) \| \| \| \| |
|       | \| \| Câine domestic, dingo (C. familiaris, C. dingo) \| \| \| \| \| \| Lup (C. lupus) \| \| \| \| |
|       | Coiot (C. latrans)                                                                                 |
|       | |
|       | Câine domestic, dingo (C. familiaris, C. dingo)                                                    |
|       | |
|       | Lup (C. lupus)                                                                                     |
|       | |

|  | Câine domestic, dingo (C. familiaris, C. dingo) |
|  |                                                 |
|  | Lup (C. lupus)                                  |
|  |                                                 |

| «lup» | \| \| Câine domestic, dingo (C. familiaris, C. dingo) \| \| \| \| \| \| Lup (C. lupus) \| \| \| \| |
|       | \| \| Câine domestic, dingo (C. familiaris, C. dingo) \| \| \| \| \| \| Lup (C. lupus) \| \| \| \| |
|       | Coiot (C. latrans)                                                                                 |
|       | |
|       | Câine domestic, dingo (C. familiaris, C. dingo)                                                    |
|       | |
|       | Lup (C. lupus)                                                                                     |
|       | |

|  | Câine domestic, dingo (C. familiaris, C. dingo) |
|  |                                                 |
|  | Lup (C. lupus)                                  |
|  |                                                 |

| «lup» | \| \| Câine domestic, dingo (C. familiaris, C. dingo) \| \| \| \| \| \| Lup (C. lupus) \| \| \| \| |
|       | \| \| Câine domestic, dingo (C. familiaris, C. dingo) \| \| \| \| \| \| Lup (C. lupus) \| \| \| \| |
|       | Coiot (C. latrans)                                                                                 |
|       | |
|       | Câine domestic, dingo (C. familiaris, C. dingo)                                                    |
|       | |
|       | Lup (C. lupus)                                                                                     |
|       | |

|  | Câine domestic, dingo (C. familiaris, C. dingo) |
|  |                                                 |
|  | Lup (C. lupus)                                  |
|  |                                                 |

| «lup» | \| \| Câine domestic, dingo (C. familiaris, C. dingo) \| \| \| \| \| \| Lup (C. lupus) \| \| \| \| |
|       | \| \| Câine domestic, dingo (C. familiaris, C. dingo) \| \| \| \| \| \| Lup (C. lupus) \| \| \| \| |
|       | Coiot (C. latrans)                                                                                 |
|       | |
|       | Câine domestic, dingo (C. familiaris, C. dingo)                                                    |
|       | |
|       | Lup (C. lupus)                                                                                     |
|       | |

|  | Câine domestic, dingo (C. familiaris, C. dingo) |
|  |                                                 |
|  | Lup (C. lupus)                                  |
|  |                                                 |

| «lup» | \| \| Câine domestic, dingo (C. familiaris, C. dingo) \| \| \| \| \| \| Lup (C. lupus) \| \| \| \| |
|       | \| \| Câine domestic, dingo (C. familiaris, C. dingo) \| \| \| \| \| \| Lup (C. lupus) \| \| \| \| |
|       | Coiot (C. latrans)                                                                                 |
|       | |
|       | Câine domestic, dingo (C. familiaris, C. dingo)                                                    |
|       | |
|       | Lup (C. lupus)                                                                                     |
|       | |

|  | Câine domestic, dingo (C. familiaris, C. dingo) |
|  |                                                 |
|  | Lup (C. lupus)                                  |
|  |                                                 |

| «lup» | \| \| Câine domestic, dingo (C. familiaris, C. dingo) \| \| \| \| \| \| Lup (C. lupus) \| \| \| \| |
|       | \| \| Câine domestic, dingo (C. familiaris, C. dingo) \| \| \| \| \| \| Lup (C. lupus) \| \| \| \| |
|       | Coiot (C. latrans)                                                                                 |
|       | |
|       | Câine domestic, dingo (C. familiaris, C. dingo)                                                    |
|       | |
|       | Lup (C. lupus)                                                                                     |
|       | |

|  | Câine domestic, dingo (C. familiaris, C. dingo) |
|  |                                                 |
|  | Lup (C. lupus)                                  |
|  |                                                 |

| «lup» | \| \| Câine domestic, dingo (C. familiaris, C. dingo) \| \| \| \| \| \| Lup (C. lupus) \| \| \| \| |
|       | \| \| Câine domestic, dingo (C. familiaris, C. dingo) \| \| \| \| \| \| Lup (C. lupus) \| \| \| \| |
|       | Coiot (C. latrans)                                                                                 |
|       | |
|       | Câine domestic, dingo (C. familiaris, C. dingo)                                                    |
|       | |
|       | Lup (C. lupus)                                                                                     |
|       | |

|  | Câine domestic, dingo (C. familiaris, C. dingo) |
|  |                                                 |
|  | Lup (C. lupus)                                  |
|  |                                                 |

|  | Câinele sălbatic african (Lycaon pictus) |
|  |                                          |

## Evoluție

### Domesticire

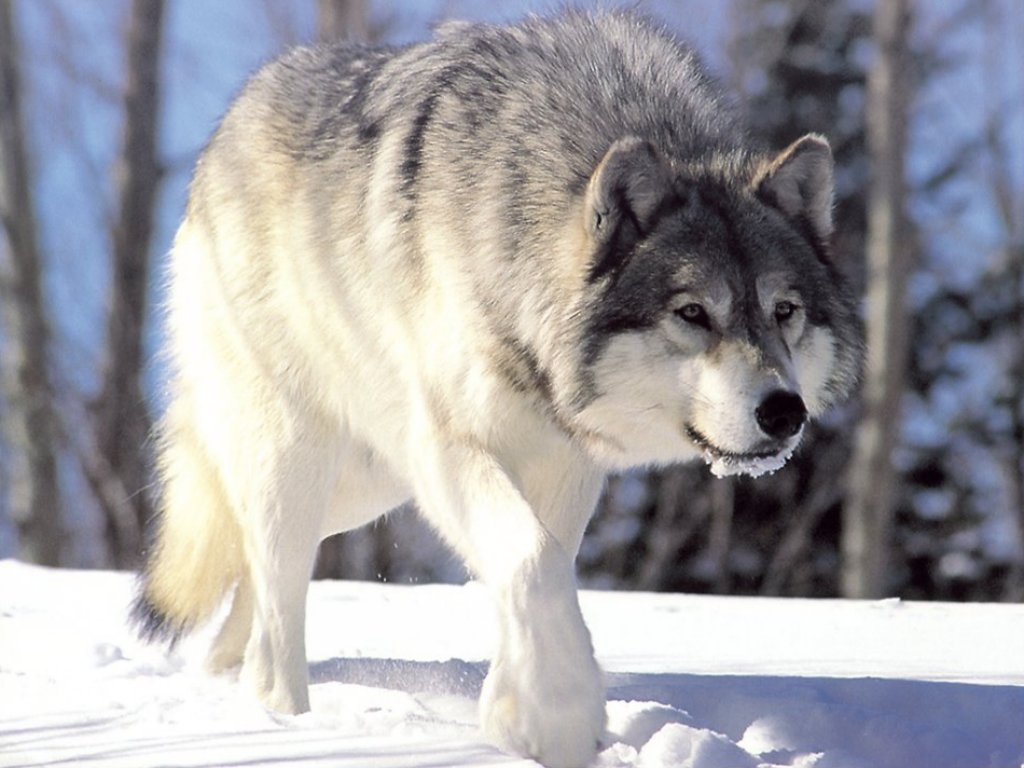
Câinele s-a desprins dintr-o populație de lupi, acum dispărută, chiar înainte sau în timpul ultimei glaciațiuni maxime, când o mare parte din stepele uriașe erau reci și uscate.

Studiile genetice sugerează că toți câinii vechi și moderni au un strămoș comun și descind dintr-o populație de lupi străveche, acum dispărută – sau din populații de lupi strâns înrudite – care era distinctă de descendența lupului modern. Asemănarea câinelui cu lupul cenușiu este rezultatul unui flux genetic substanțial de la câine la lup, lupul cenușiu modern fiind cea mai apropiată rudă în viață a câinelui. Strămoșul câinelui ar putea fi un lup din Pleistocenul târziu, dispărut.
Divergența genetică dintre strămoșul câinelui și lupii moderni a avut loc între 40.000 și 30.000 de ani în urmă, chiar înainte sau în timpul Ultimului Maxim Glaciar (acum 20.000–27.000 de ani). Acest interval de timp reprezintă limita superioară de timp pentru începerea domesticirii, deoarece este momentul divergenței, dar nu și momentul domesticirii, care a avut loc mai târziu.
Una dintre cele mai importante tranziții din istoria omenirii a fost domesticirea animalelor, care a început odată cu asocierea pe termen lung dintre lupi și vânătorii-culegători în urmă cu mai bine de 30.000 de ani. Câinele a fost prima specie și singurul carnivor mare care a fost domesticit. Registrul arheologic și analiza genetică arată că rămășițele câinelui din Bonn-Oberkassel, îngropat alături de oameni în urmă cu 14.200 de ani, este primul câine necontestat, însă rămășițe controversate au apărut în urmă cu 36.000 de ani.

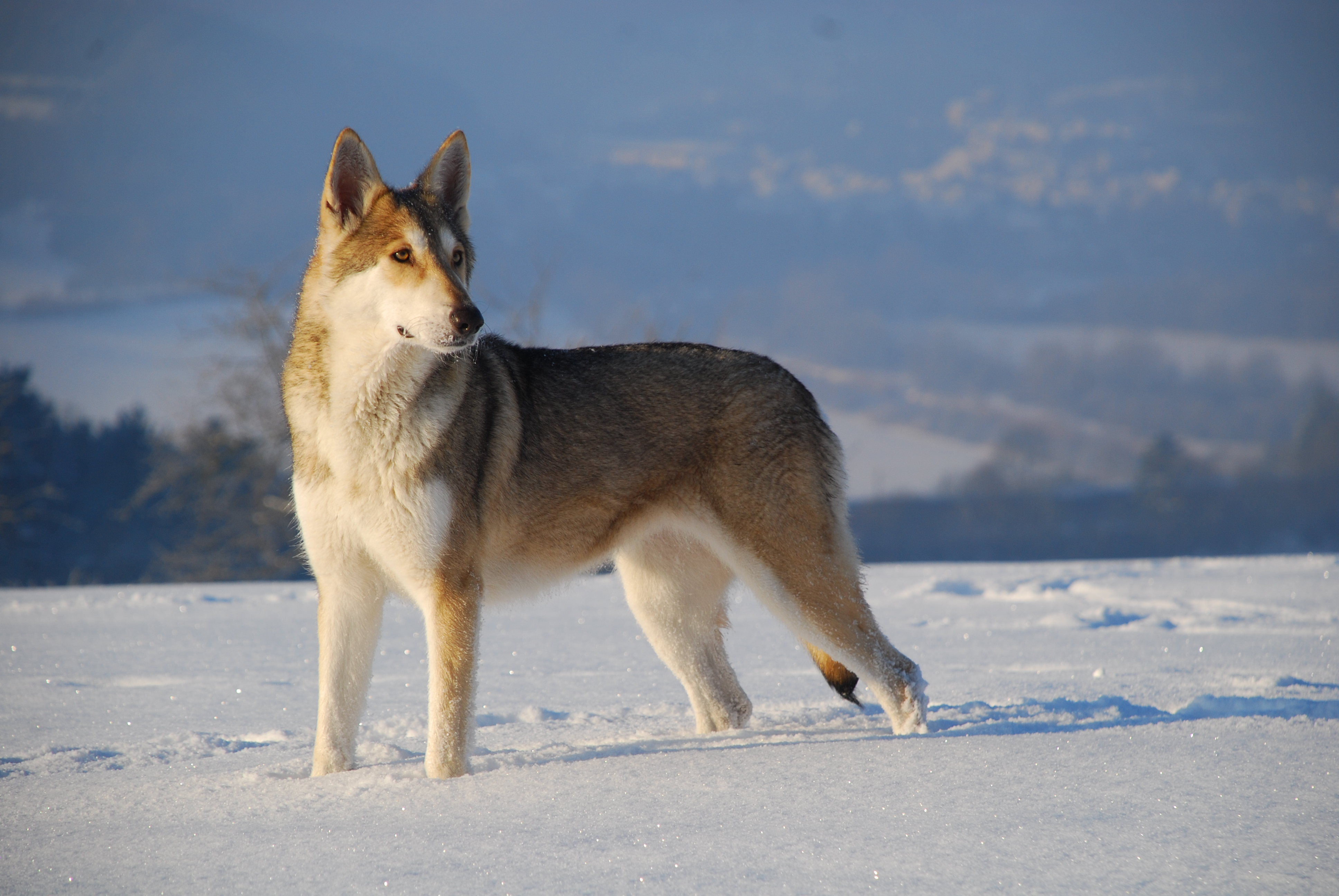
Câinele lup Saarloos are mai mult ADN de lup cenușiu decât orice altă rasă de câini

Domesticirea câinelui este anterioară agriculturii, și abia acum 11.000 de ani, în Holocen, oamenii care trăiau în Orientul Apropiat au intrat în relații cu populații sălbatice de bour, mistreț, oaie și capră. Întrebările legate de momentul și locul în care câinii au fost domesticiți pentru prima dată au pus la încercare geneticienii și arheologii timp de decenii. Studiile genetice sugerează un proces de domesticire care a început acum peste 25.000 de ani, în una sau mai multe populații de lupi din Europa, din zona arctică înaltă sau din estul Asiei. Există dovezi clare că, în timpul fazelor inițiale ale domesticirii, câinii au derivat din lupii cenușii. Populația sau populațiile de lupi care au fost implicate sunt probabil dispărute. În ciuda numeroaselor studii genetice efectuate atât pe câinii moderni, cât și pe rămășițele câinilor antici, nu există un consens ferm în ceea ce privește momentul sau locul (locurile) domesticirii, numărul populațiilor de lupi care au fost implicate sau efectele pe termen lung pe care domesticirea le-a avut asupra genomului câinelui.
Potrivit acestor cercetări, apariția variațiilor s-a produs prin selecția artificială a puilor de lup cenușiu și de șacal care trăiau în jurul taberelor preistorice, hrănindu-se cu resturi de mâncare sau carcase lăsate ca deșeuri de către vânătorii-culegători. Oamenii au observat existența anumitor lupi care se apropiau mai mult decât alții și au recunoscut o anumită utilitate în acest lucru, deoarece aceștia avertizau asupra prezenței unor animale sălbatice, cum ar fi alți lupi sau feline mari. În cele din urmă, unii lupi au fost capturați și duși în tabere în încercarea de a fi folosiți. De-a lungul anilor, animalele care erau feroce atunci când ajungeau la vârsta adultă și nu acceptau prezența umană au fost aruncate sau împiedicate să se împerecheze. Astfel, în timp, a existat o selecție de animale docile, tolerante și ascultătoare față de oameni, cărora li s-a permis să se împerecheze și care, la vârsta adultă, erau foarte utile pentru vânătoare și pază. Acest proces treptat, bazat pe încercări și erori, a dus în cele din urmă la crearea câinilor domestici. Câinii de vânătoare și de pază ajutau triburile în schimbul hranei și adăpostului. Cu timpul, au perfecționat urmărirea și au împărțit cu oamenii uciderea prăzii.
În jurul anului 10.000 î.Hr. s-a dezvoltat agricultura, ceea ce a dus la un stil de viață sedentar, împreună cu o divergență fenotipică a câinelui față de strămoșii săi lupi, inclusiv variații în ceea ce privește mărimea. Deoarece sunt foarte adaptabili, s-au răspândit în întreaga lume, fiind purtați în timpul migrațiilor umane și apărând în culturile antice romane, egiptene, asiriene, galeze și precolumbiene, astfel încât povestea lor este spusă alături de cea a omului.

### Rase de câini

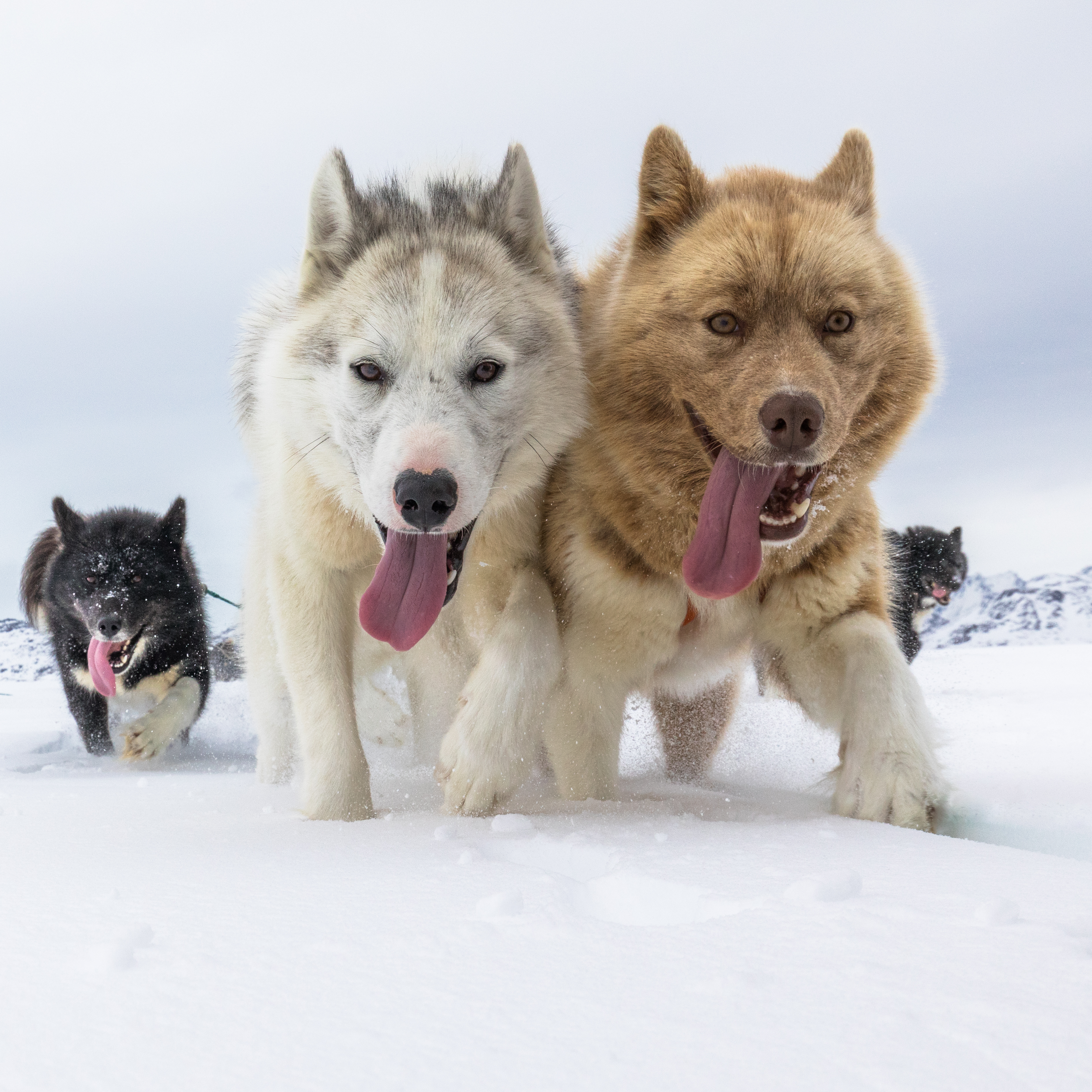
Câini de sanie

O rasă de câine este un anumit tip de câine care a fost crescut în mod intenționat de către oameni pentru a îndeplini sarcini specifice, cum ar fi pășunatul, vânătoarea și paza. Câinii sunt cel mai variabil mamifer de pe Pământ, selecția artificială producând peste 360 de rase recunoscute la nivel mondial. Aceste rase posedă trăsături distincte legate de morfologie, care includ dimensiunea corpului, forma craniului, fenotipul cozii, tipul de blană, forma corpului și culoarea blănii. Cu toate acestea, există o singură specie de câine. Trăsăturile lor comportamentale includ paza, pășunatul și vânătoarea, precum și trăsături de personalitate, cum ar fi comportamentul hipersocial, îndrăzneala și agresivitatea. Majoritatea raselor au fost derivate dintr-un număr mic de fondatori în ultimii 200 de ani. Ca urmare a adaptabilității lor la numeroase medii și a capacității de a se înmulți în funcție de nevoile oamenilor, câinii sunt astăzi cea mai abundentă specie de carnivore și sunt răspândiți în întreaga lume.

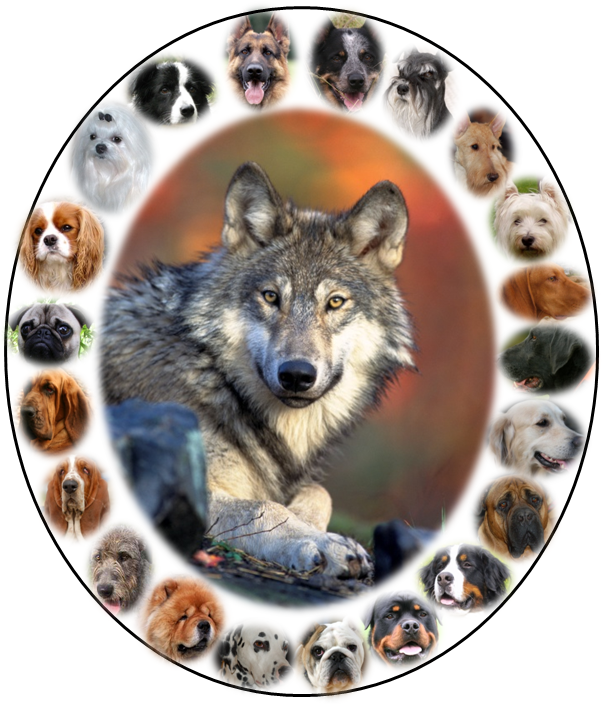
Câinii au un strămoș comun recent cu lupii moderni.

În 2017, un studiu a arătat că, în urmă cu 9.000 de ani, câinele domestic era prezent în ceea ce este acum insula Zhokhov, în nord-estul Siberiei arctice, care era legată de continent la acea vreme. Câinii au fost crescuți selectiv fie drept câini de sanie, fie drept câini de vânătoare, ceea ce implică faptul că la acea vreme existau un standard pentru câinii de sanie și un standard pentru câinii de vânătoare. Dimensiunea maximă optimă pentru un câine de sanie este de 20–25 kg iar câinii de sanie din vechime aveau între 16–25 kg. Același standard a fost găsit în rămășițele câinilor de sanie din această regiune de acum 2.000 de ani și în standardul modern al rasei Husky siberian. Alți câini erau mai mari, de 30 kg și par a fi câini care au fost încrucișați cu lupi și folosiți pentru vânătoarea de urși polari.
În urmă cu 3.000-4.000 de ani, câini de tip ogar au fost reprezentați pe ceramică și în picturi din Egipt și Asia de Vest. Câinii de tip mastiff erau ținuți pentru pază și vânătoare, însă erau crescuți și câinii cu picioare scurte. Cele mai multe rase moderne de câini sunt rezultatul practicilor de creștere controlată din epoca victoriană (1830-1900) și al documentării exacte a pedigrielor odată cu înființarea Clubului Kennel Englez în 1873.
Aceste încrucișări selective nu aduc numai beneficii. Alături de genele pentru caracteristicile vizibile, sunt transmise gene care, deși prezente, nu s-au manifestat la individ, dar care probabil vor afecta descendenții acestuia. Unii sunt predispuși la afecțiuni precum displazia de șold, surzenie, miopie, diverse boli de piele și probleme psihologice. Pentru a crea diferite rase, omul a dezvoltat caracteristici extreme care împiedică bunăstarea animalului: buldogii au botul atât de turtit încât nu pot respira normal; Shar Pei au atât de multă piele în plus încât dezvoltă micoze și infecții în pliuri iar Border Collie au devenit hiperactivi, printre alte exemple.

## Caracteristici

### Diferențe față de alte canide
În comparație cu lupii de mărime echivalentă, câinii tind să aibă un craniu cu 20% mai mic și un creier cu 10% mai mic, precum și dinți mai mici decât alte specii de canide. Câinii au nevoie de mai puține calorii pentru a trăi decât lupii. Dieta lor bazată pe resturi umane a făcut ca creierul său mare și mușchii maxilarului folosiți la vânătoare să nu mai fie necesari. Unii experți cred că urechile flasce ale câinilor sunt rezultatul atrofiei mușchilor maxilarului. Blana câinelui domestic tinde să fie mai groasă decât cea a lupului, iar unele triburi de eschimoși preferă blana lor pentru îmbrăcăminte, datorită rezistenței la uzură într-un climat neospitalier. Spre deosebire de lupi, dar la fel ca și coioții, câinii domestici au glande sudoripare în labe. Picioarele câinelui sunt în general mai scurte decât cele ale lupului, iar coada are tendința de a se încovoia în sus, o altă trăsătură care nu se întâlnește la lupi.

### Anatomia internă

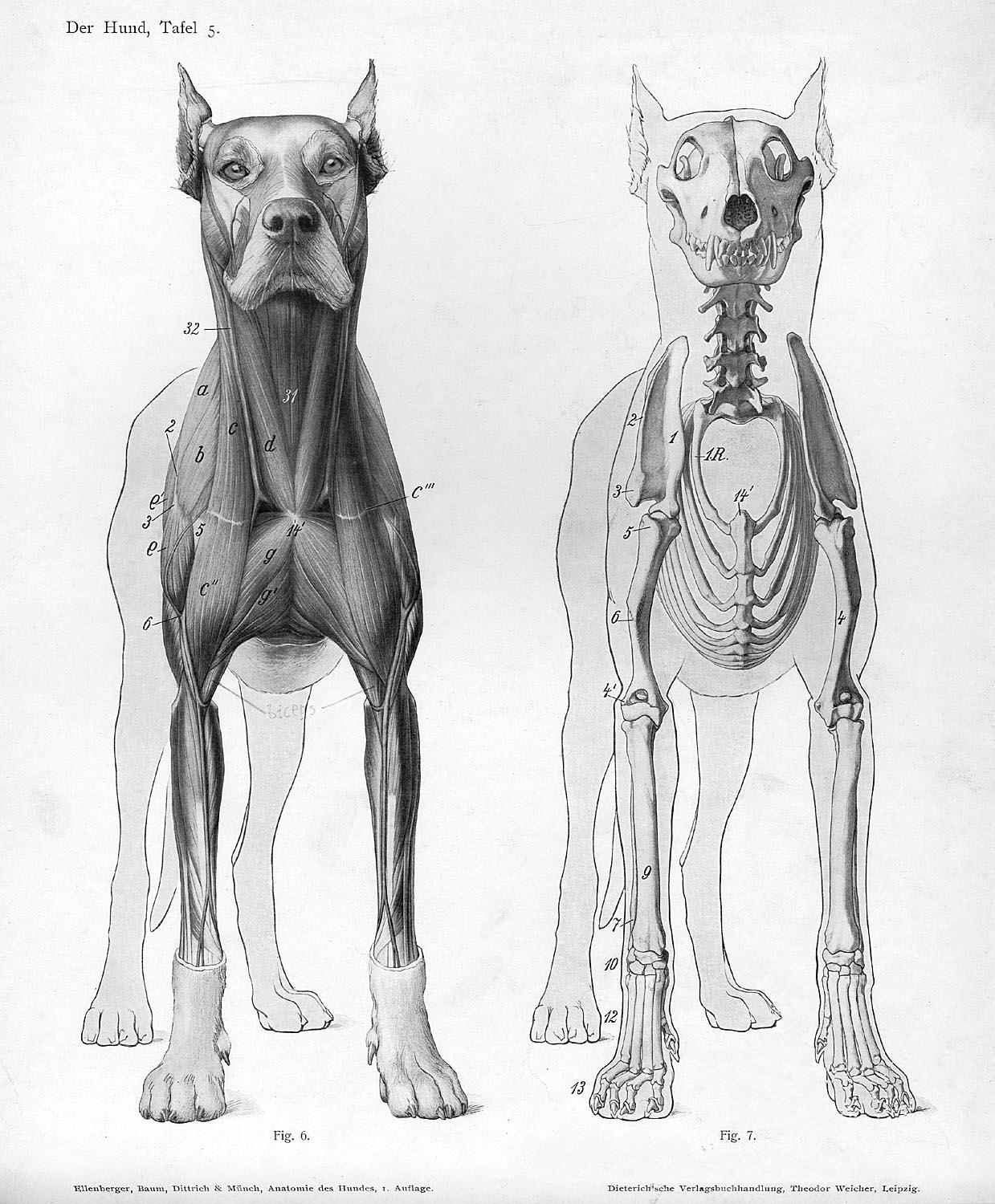
Câine domestic din față – schelet și mușchi

Scheletul unui câine, indiferent de rasă, este alcătuit din 271–282 de oase. Scheletul este împărțit în trei părți principale – craniul, care protejează creierul și poartă maxilarele puternice care permit traiul carnivor, scheletul axial – coloana vertebrală și cutia toracică, care formează axa corpului și protejează organele interne, și scheletul membrelor. La majoritatea câinilor, creșterea în lungime a oaselor lungi se finalizează între 10 și 12 luni. Vertebrele de pe gât și spate au extensii la care se pot conecta mușchii puternici ai spatelui, coastele lungi oferă suficient spațiu pentru inimă și plămâni, iar umerii sunt neatașați de schelet, ceea ce permite o mare flexibilitate. Mușchii masticatori sunt puternici; un câine de 20 kg poate exercita o presiune de până la 165 kg atunci când mușcă.
Un câine adult are 42 de dinți, un cățeluș are 28 de dinți de lapte. La câini, înlocuirea dinților începe între a 4-a și a 5-a lună de viață și se termină complet până în luna a 7-a. Majoritatea raselor de câini au o mușcătură în foarfecă, iar câinii cu botul scurtat au o mușcătură excesivă. Dinții sunt adaptați pentru prinderea prăzii și separarea cărnii de oase, câinii nu au capacitatea de a mesteca mâncarea și de a o măcina în bucățele mici în cavitatea bucală, ei înghit bucățile de mâncare întregi.
Structura sistemului digestiv al câinelui este adaptată la dieta sa carnivoră. Are un stomac cu o singură cameră, un intestin subțire relativ scurt și un intestin gros simplu în formă de potcoavă.
Un câine are cu până la 30% mai puțină masă cerebrală decât un lup de aceeași mărime și, în funcție de mărimea câinelui, creierul câinelui cântărește între 68 și 135 g și reprezintă astfel 0,2-1% din greutatea corporală. Lobii olfactivi ai unui câine, partea creierului în care sunt procesate senzațiile olfactive, cântăresc aproximativ 60 g, în timp ce la om sunt de 4 ori mai mici.

### Anatomia generală și structura externă

#### Cap

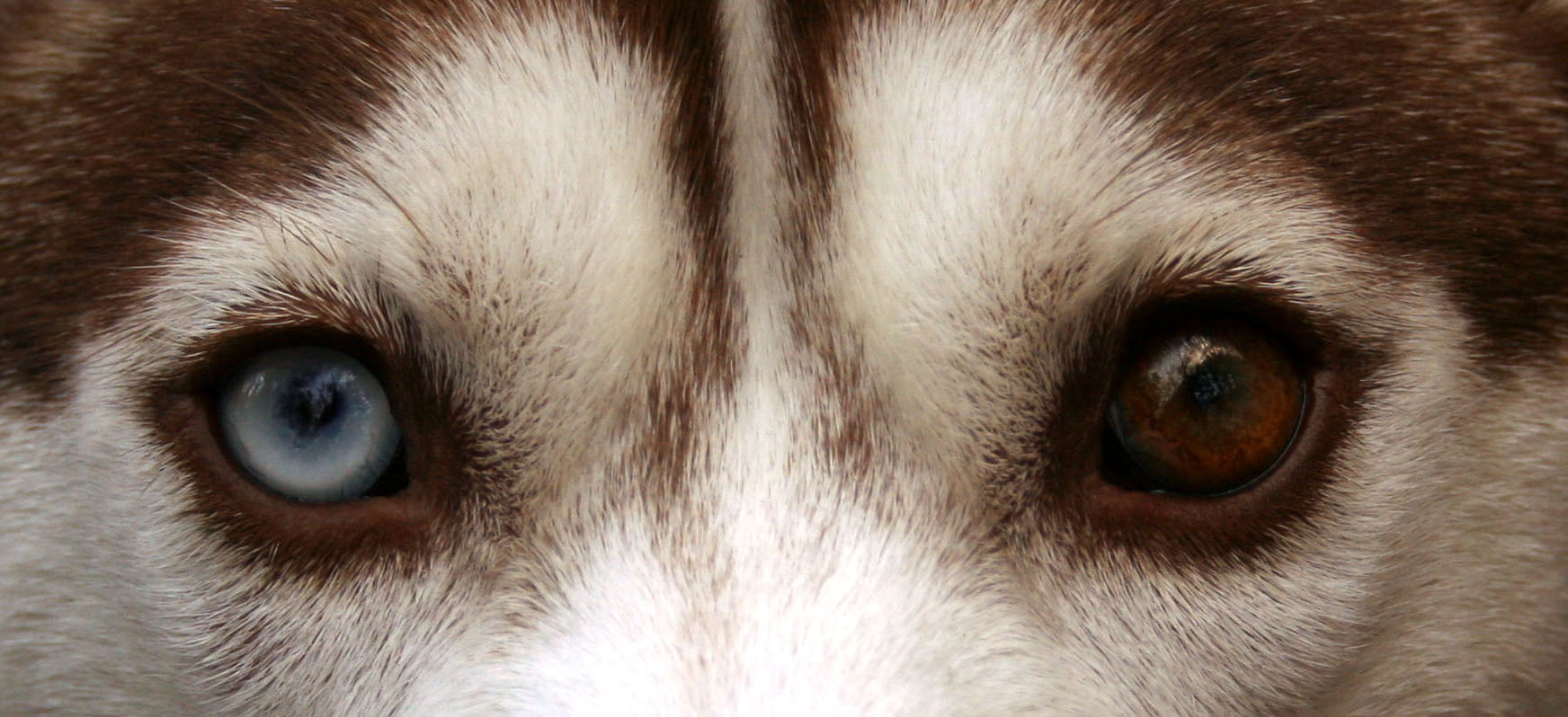
Husky siberian cu ochi ceacâri (heterocromie)

Câinele are pupila rotundă și irisul de culoare maro, în mod ideal maro închis, la majoritatea raselor de câini. La alte rase, ochii sunt de culoare maro deschis, chihlimbar, albastru sau chiar de culoare neuniformă (ceacâri). În colțul interior al ochiului se află cea de-a treia pleoapă, un disc cartilaginos acoperit de conjunctivă care protejează ochiul de eventualele corpuri străine, cum ar fi praful sau nisipul. La un ochi sănătos, cea de-a treia pleoapă este discretă.

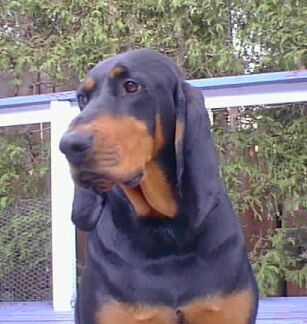
Actualul deținător de record pentru cele mai lungi urechi, rasa coonhound

Forma urechii, mărimea și poziția acesteia influențează foarte mult expresia generală a capului. Urechile originale sunt erecte, în timp ce rasele rafinate au urechi cu cartilaj moale care atârnă de obraji. În general, Spitz, Terra Nova sau Ciobănescul de Berna, de exemplu, au urechile așezate sus, în timp ce Beagle sau Cocker Spaniel Englezesc au urechile așezate jos. Potrivit Cărții Guinness a Recordurilor, câinele cu cele mai lungi urechi din toate timpurile a fost Bloodhound, a cărui ureche dreaptă măsura 34,9 cm, iar cea stângă 34,2 cm.  Actualul deținător al recordului este câinele de vânătoare coonhound, cu urechi lungi de 31 și 34 cm.

#### Corp
Câinele face parte din categoria canidelor, iar structura corpului său este similară cu cea a rudelor sale. Are un corp subțire și musculos, cu un piept masiv. Gâtul musculos este așezat pe piept la un unghi de aproximativ 40° iar capul are un bot alungit. Membrele sunt construite pentru rezistență la mers și alergare. Câinele merge pe vârfuri, călcând pe tălpile flexibile, care sunt formațiuni cornificate fără păr pe labe, iar ghearele sunt ferme, contondente și iretractabile. Coada câinelui este, în general, de lungime medie și rareori este complet dreaptă, fiind adesea în formă de sabie, de seceră sau cel puțin curbată în sus. Corpul câinelui este în general acoperit cu păr de diferite lungimi și texturi.
Există diferențe uriașe între rasele actuale de câini în ceea ce privește mărimea și proporțiile corpului: cea mai mică rasă este Chihuahua, cu o greutate ideală de 1,5 până la 3 kg; cel mai mare câine în general este Irish Wolfhound, cu o înălțime la greabăn de cel puțin 71 cm; cu toate acestea, deținătorul recordului este Dog german, cu o înălțime la greabăn de peste 1 m; cei mai grei câini sunt Saint-Bernard și Mastifful Englez, cu greutăți de peste 100 kg.

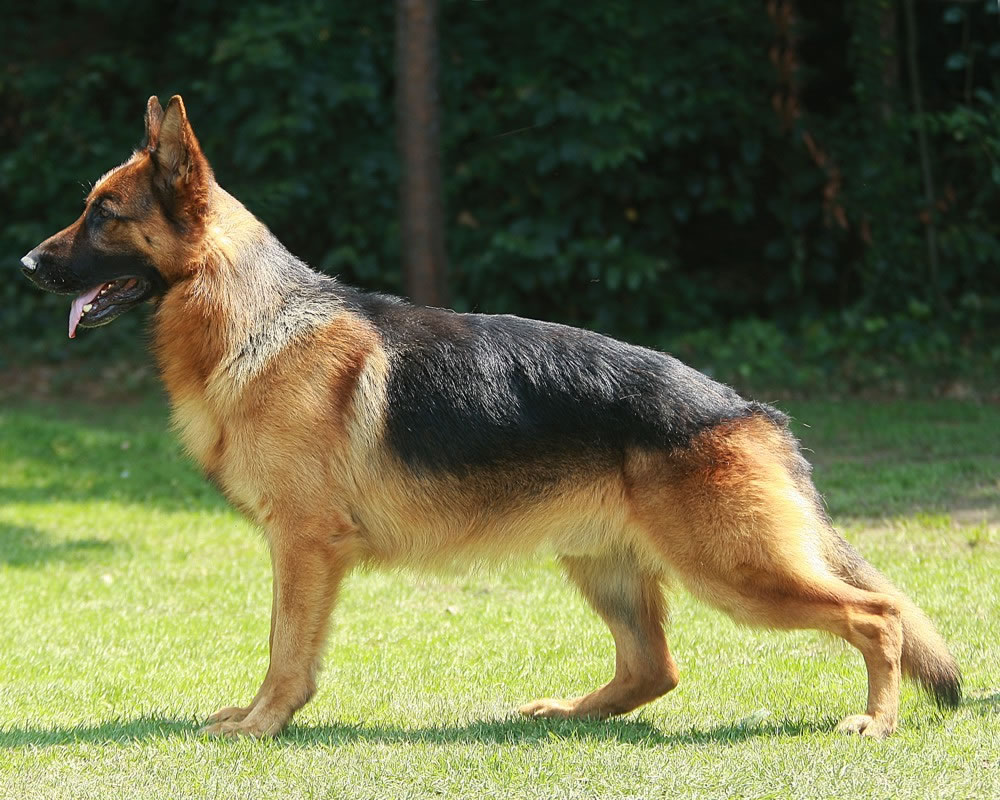
Ciobănesc german
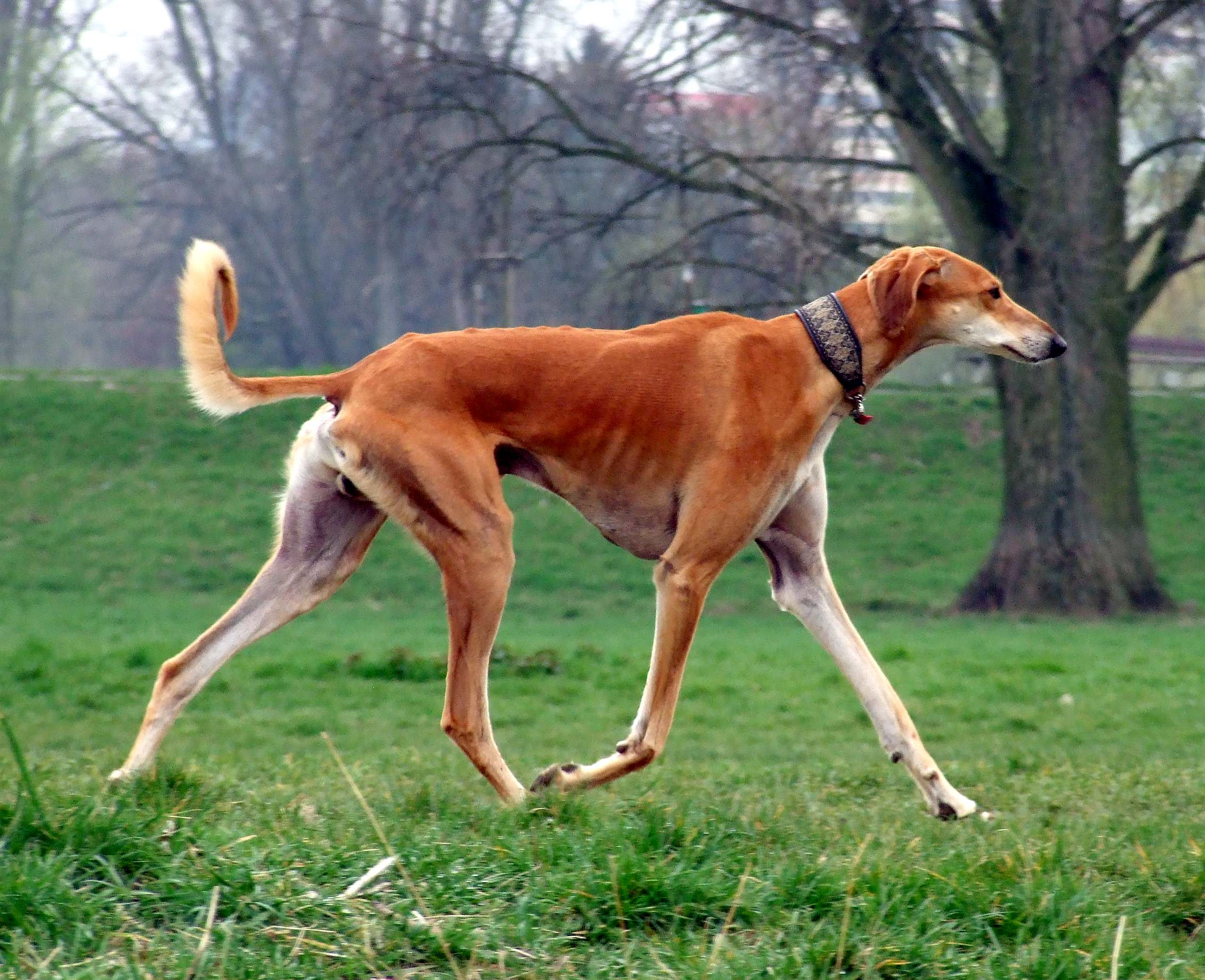
Ogar afgan
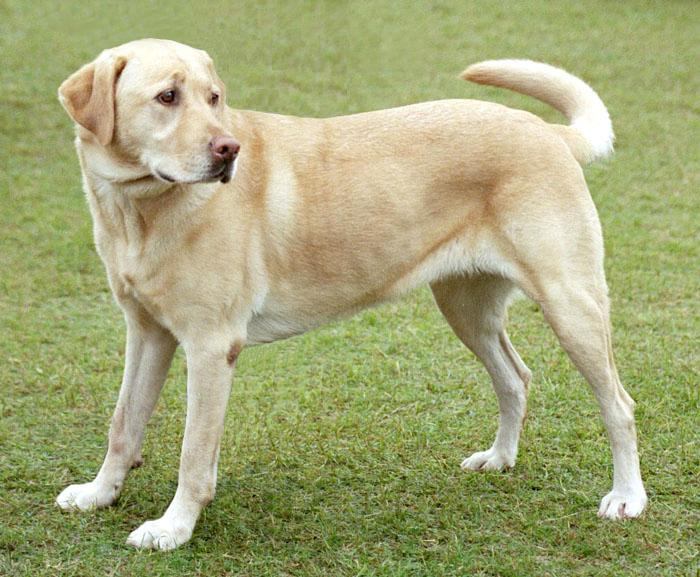
Labrador Retriever
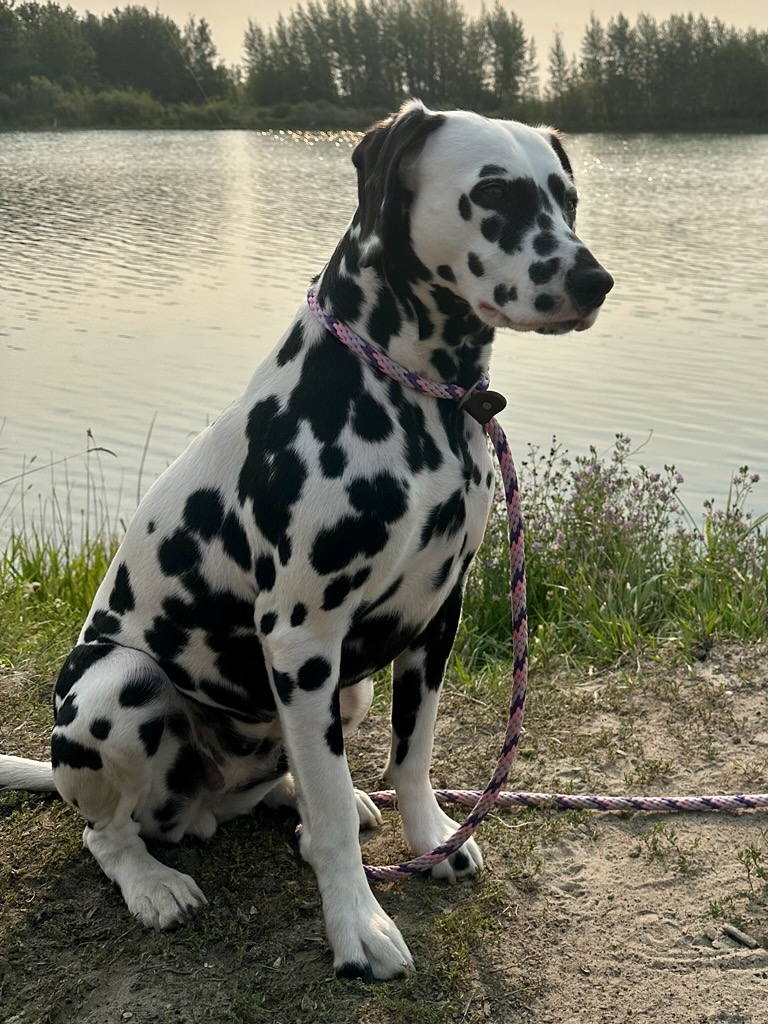
Dalmațian

### Blana
Câinii au o gamă largă de culori, modele, texturi și lungimi ale blănii. Ca și în cazul altor mamifere, blana câinelui are multe utilizări, inclusiv termoreglarea și protecția împotriva tăieturilor sau zgârieturilor; în plus, blana câinelui joacă un rol important în prezentarea câinilor de rasă. Standardele rasei includ adesea o descriere detaliată a naturii și atribuțiilor blănii ideale a rasei respective.
Blana unui câine este compusă din două straturi: un strat superior de păr rigid care ajută la respingerea apei și protejează de murdărie și un strat inferior de păr moale de puf, care servește drept izolație. Se spune că un câine care are atât strat inferior, cât și strat superior are o blană dublă. Câinii cu o singură blană au o haină compusă numai din păr rigid, cu puțină sau deloc subpată pufoasă.

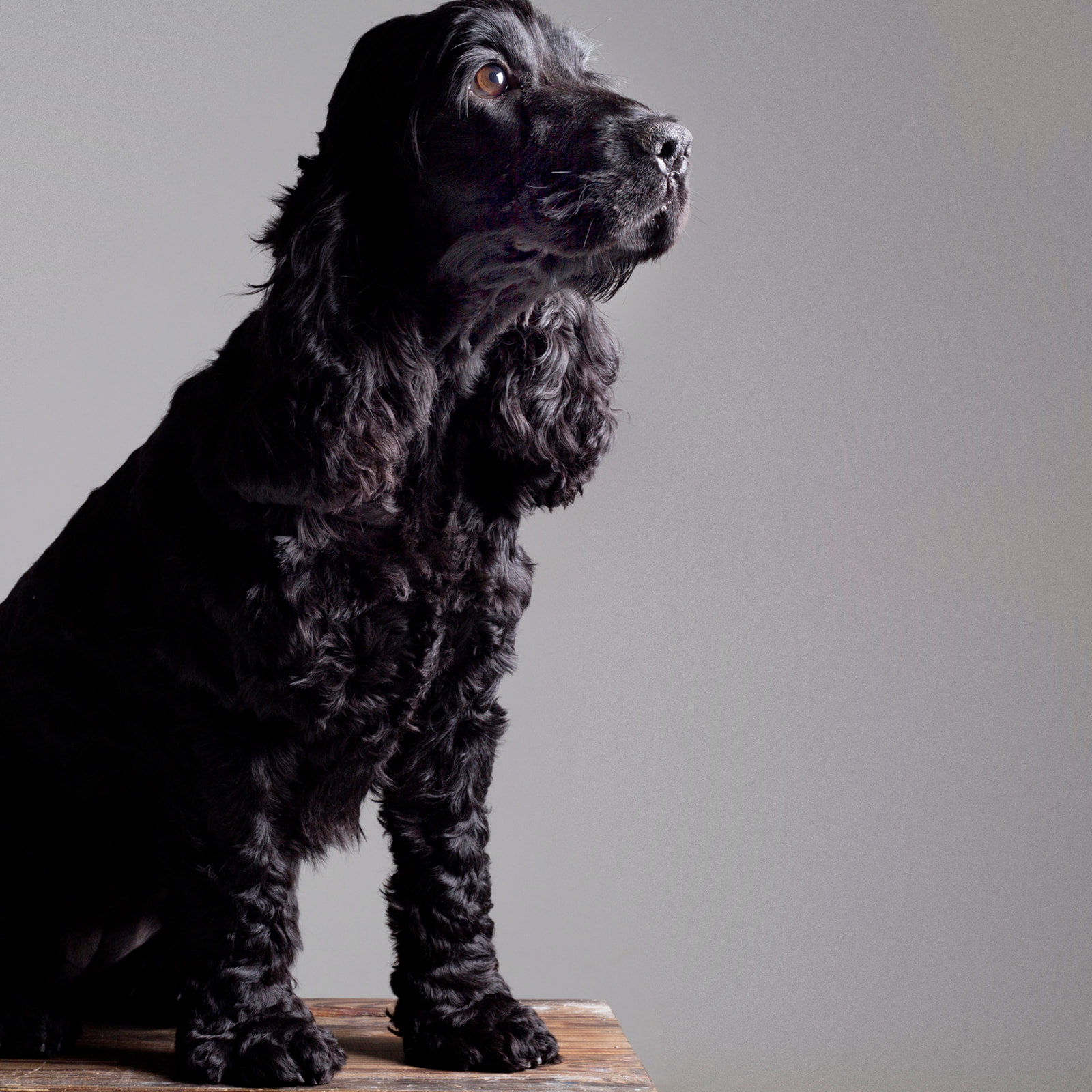
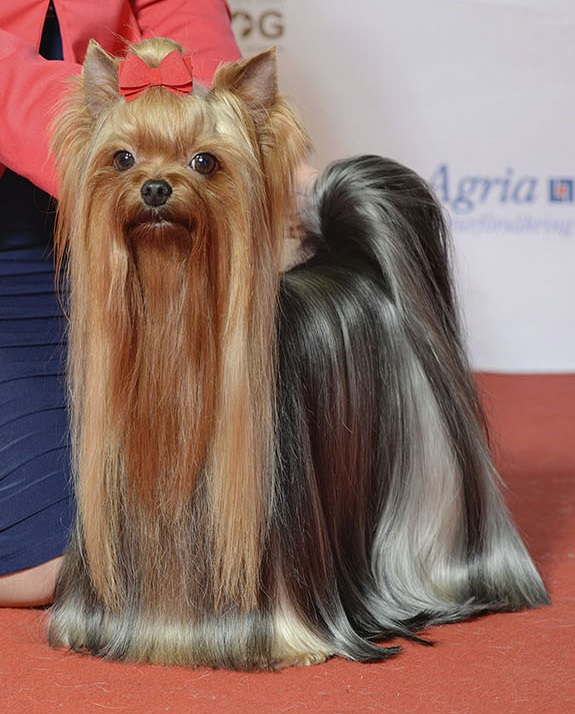
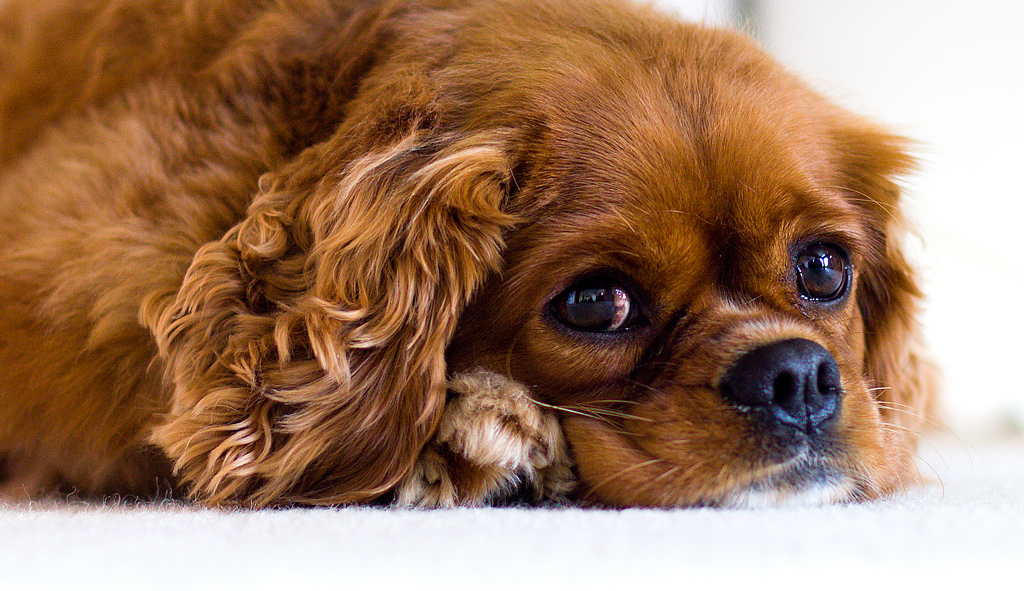
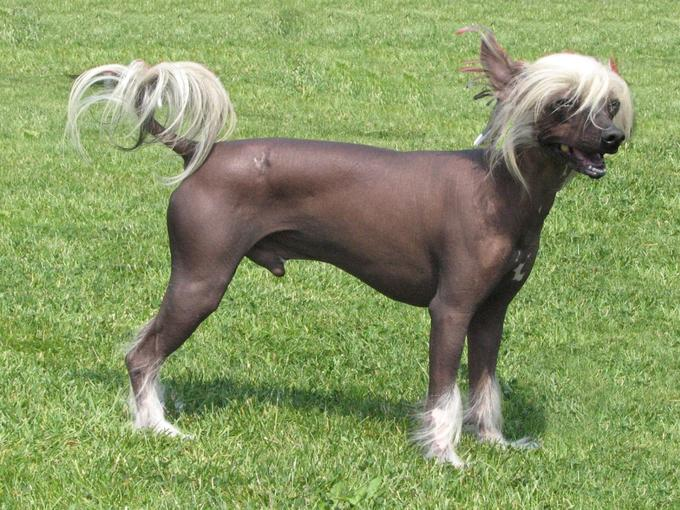

## Sănătate
Unele rase de câini sunt predispuse la afecțiuni genetice specifice, cum ar fi displazia coatelor și a șoldurilor, orbirea, surzenia, stenoza pulmonară, etc.  Câinii sunt, de asemenea, susceptibili la paraziți precum puricii, căpușele, acarienii, anchilozidele, teniile, ascarizi și viermii inimii, o specie de vierme cilindric care trăiește în inima câinilor.
Mai multe alimente umane și produse de uz casnic ingerate sunt toxice pentru câini, inclusiv ciocolata solidă, care provoacă intoxicații cu teobromină, ceapa și usturoiul, care provoacă intoxicații cu tiosulfat, sulfoxid sau disulfură, strugurii și stafidele, nucile de macadamia și xilitolul. Nicotina din tutun poate fi, de asemenea, periculoasă pentru câini. Semnele de ingestie pot include vărsături abundente (de exemplu, în urma consumului de mucuri de țigară) sau diaree.

### Durata de viață
Durata de viață tipică a câinilor variază foarte mult în funcție de rasă, dar longevitatea mediană (vârsta la care jumătate din câinii unei populații au murit și jumătate sunt încă în viață) variază între 10 și 13 ani. Longevitatea câinilor de rasă mixtă, luată ca medie a tuturor mărimilor, este cu unul sau mai mulți ani mai mare decât cea a câinilor de rasă pură, atunci când se face o medie a tuturor raselor. În cazul câinilor din Anglia, s-a constatat că o greutate corporală mai mare este corelată negativ cu longevitatea.

### Reproducere
La câinii domestici, maturitatea sexuală (pubertatea) începe să apară la vârsta de șase până la douăsprezece luni, atât la masculi, cât și la femele, deși la unele rase mari poate fi amânată până la vârsta de doi ani.  La majoritatea câinilor, adolescența durează între 12 și 15 luni, după care sunt mai mult adulți decât căței. Ca și în cazul altor specii domestice, domesticirea a favorizat un libido mai ridicat și un ciclu de reproducere mai timpuriu și mai frecvent la câini decât la strămoșii lor sălbatici. Câinele rămâne activ din punct de vedere reproductiv pe tot parcursul vieții sale.Comportamentul de reproducere variază de la o rasă la alta. Cățeaua, care acceptă masculul doar în perioada de ovulație, intră în călduri de două ori pe an. Totuși, aceasta este doar o medie, deoarece căldurile pot apărea la intervale cuprinse între cinci și nouă luni, în funcție de rasă. La cele mai primitive rase și la câinii lupi, femela este în călduri o singură dată pe an, ca la lupoaică.

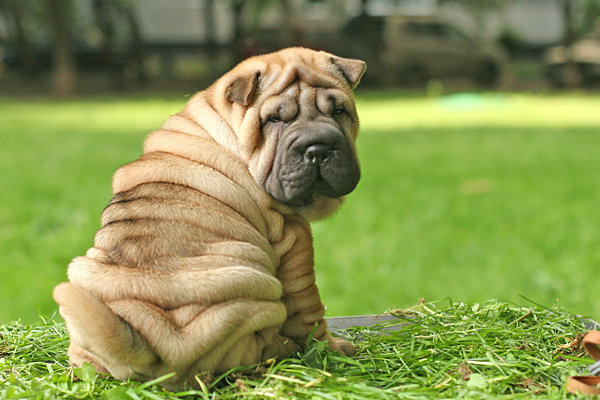
Pui de Shar pei

Gestația durează între cincizeci și nouă și șaizeci și trei de zile. Regimul alimentar trebuie să fie modificat în a doua lună. Cu câteva zile înainte de fătare, care durează în medie 10 ore, femela își pregătește un loc și devine agitată. În timpul fătării, cățeaua are grijă de căței pe măsură ce aceștia se nasc, tăind cordonul ombilical și mâncând placenta: acest lucru este necesar pentru lactație. În funcție de rasă, femelele fată între 2 și 12 căței.
Din cauza reproducerii selective, unele rase au dobândit trăsături care interferează cu reproducerea. Masculii de buldog francez, de exemplu, sunt adesea incapabili să monteze femela. În marea majoritate a cazurilor, cățelele din această rasă trebuie să fie inseminate artificial pentru a se reproduce și adesea vor naște prin cezariană.
Cățeii se nasc orbi și surzi, și nici măcar simțul olfactiv nu este dezvoltat. Au un reflex de supt bine dezvoltat. Se pot deplasa pe distanțe scurte prin cățărare, dar nu pot sta în picioare. Își deschid ochii la 12 zile după naștere. La aproximativ 20 de zile, încep să răspundă la stimuli acustici și olfactivi. Între a treia și a douăsprezecea săptămână, simțurile lor se îmbunătățesc și devin activi din punct de vedere social. Această perioadă este foarte importantă în ceea ce privește socializarea, adică obișnuirea cățeilor cu diferite specii de animale. Între a șasea și a opta săptămână este un moment bun pentru ca puii să meargă la noii lor stăpâni. Între a treia și a șasea lună de viață este importantă pentru educație și dresaj, deoarece sunt dispuși și capabili să învețe rapid. Între a șasea lună și un an de viață vine pubertatea câinelui, care este una dintre cele mai dificile perioade pe care crescătorii începători trebuie să o gestioneze, deoarece câinele încearcă să își croiască drum în ierarhie. Stabilirea trăsăturilor de caracter ale câinelui are loc în jurul celui de-al treilea an de viață.
Câinii sunt, de asemenea, vulnerabili la unele dintre aceleași afecțiuni ca și oamenii, inclusiv diabetul, bolile cardiace, epilepsia, cancerul, hipotiroidismul și artrita.

#### Castrare
Sterilizarea este castrarea animalelor, de obicei prin îndepărtarea testiculelor masculului sau a ovarelor și a uterului femelei, pentru a elimina capacitatea de procreare și a reduce apetitul sexual. Din cauza suprapopulării câinilor în unele țări, multe agenții de control al animalelor, cum ar fi Societatea americană pentru prevenirea cruzimii față de animale (ASPCA), recomandă sterilizarea câinilor care nu sunt destinați reproducerii ulterioare, astfel încât să nu aibă pui nedoriți care ulterior pot ajunge să fie eutanasiați. Potrivit Humane Society of the United States, între trei și patru milioane de câini și pisici sunt eutanasiați în fiecare an. Mult mai mulți sunt închiși în cuști în adăposturi. Sterilizarea sau castrarea câinilor este considerată un factor important în menținerea la un nivel scăzut a suprapopulării.
Sterilizarea reduce problemele cauzate de hipersexualitate, în special la câinii masculi. Totuși, sterilizarea crește riscul de incontinență urinară la câinii de sex feminin, de cancer de prostată la masculi și de osteosarcom, hemangiosarcom, ruptură de ligament încrucișat, obezitate și diabet zaharat la ambele sexe.

## Comportament

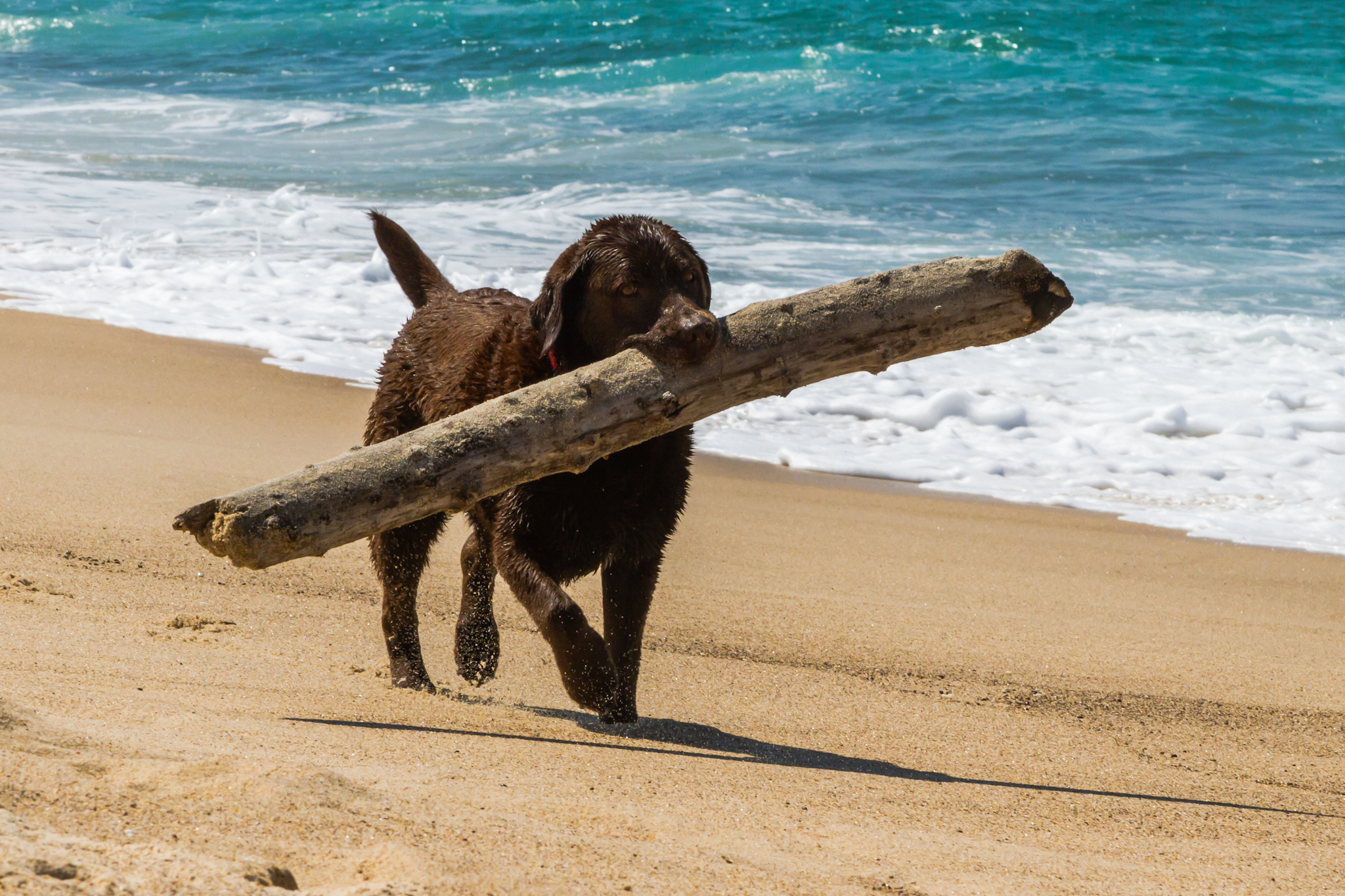
Pentru unii câini, ridicarea unui băț mare necesită multă forță și poate da câinelui un impuls de încredere.

Comportamentul câinelui este reprezentat de răspunsurile (acțiuni sau inacțiuni) ale câinelui domestic la stimuli interni și externi. Mintea câinilor a fost modelată de milenii de contact cu oamenii; câinii au dobândit capacitatea de a înțelege și de a comunica cu oamenii; ei sunt în mod unic adaptați la comportamentele umane. Oamenii de știință comportamentali au considerat că un set de abilități social-cognitive la câinii domestici care nu sunt posedate de rudele canine ale câinilor sau de alte mamifere foarte inteligente, cum ar fi maimuțele antropoide, sunt paralele cu abilitățile social-cognitive ale copiilor.
Spre deosebire de alte specii domestice selectate pentru trăsături legate de producție, câinii au fost selectați inițial pentru comportamentele lor. În 2016, un studiu a constatat că doar 11 gene fixe au prezentat variații între lupi și câini. Este puțin probabil ca aceste variații genetice să fi fost rezultatul evoluției naturale și indică o selecție atât asupra morfologiei, cât și asupra comportamentului în timpul domesticirii câinilor. În general, câinii prezintă o frică și o agresivitate reduse în comparație cu lupii. Unele dintre aceste gene au fost asociate cu agresivitatea la unele rase de câini. Trăsăturile de sociabilitate ridicată și lipsa fricii la câini pot include modificări genetice legate de sindromul Williams-Beuren la oameni, care provoacă hipersociabilitate în detrimentul capacității de rezolvare a problemelor.

### Inteligență
Cercetătorii au testat capacitatea câinilor de a percepe informații, de a le reține ca cunoștințe și de a le aplica pentru a rezolva probleme. Studiile efectuate pe doi câini sugerează că aceștia pot învăța prin deducție. Un studiu cu Rico, un border collie, a arătat că acesta cunoștea etichetele a peste 200 de obiecte diferite. El a dedus numele lucrurilor noi prin învățare prin excludere și a recuperat corect acele obiecte noi imediat și după patru săptămâni de la expunerea inițială. Un studiu efectuat pe un alt border collie, Chaser, a documentat faptul că acesta învățase denumirile și le putea asocia prin comandă verbală cu peste 1.000 de cuvinte.
Un studiu privind capacitățile cognitive canine a constatat că capacitățile câinilor nu sunt mai excepționale decât cele ale altor animale, cum ar fi caii, cimpanzeii sau pisicile. Un studiu limitat efectuat pe 18 câini de casă a constatat că aceștia nu aveau memorie spațială și se concentrau mai mult pe "ce" dintr-o sarcină pe care o aveau de îndeplinit decât pe "unde".
Câinii demonstrează o teorie a minții prin implicarea în înșelăciune. Un studiu experimental a arătat dovezi că dingo australieni pot depăși câinii domestici în rezolvarea problemelor non-sociale, indicând faptul că este posibil ca, odată ce s-au alăturat oamenilor, câinii domestici să fi pierdut o mare parte din abilitățile lor inițiale de rezolvare a problemelor. Un alt studiu a arătat că, după ce au fost antrenați să rezolve o sarcină de manipulare simplă, câinii care se confruntă cu o versiune nerezolvabilă a aceleiași probleme se uită la oameni, în timp ce lupii socializați nu o fac.

## Rolurile în relația cu oamenii
Câinii îndeplinesc numeroase roluri pentru oameni, cum ar fi vânătoarea, pășunatul, tractarea de încărcături, protecția, asistarea poliției și a armatei, compania și ajutorul persoanelor cu handicap. Această influență asupra societății umane le-a conferit numele de „cel mai bun prieten al omului” în lumea occidentală. Cu toate acestea, în unele culturi, câinii sunt, de asemenea, o sursă de carne.

### Animale de companie
În lumea occidentală, câinii sunt cel mai des întâlniți ca animale de companie. Majoritatea covârșitoare a proprietarilor americani de câini declară că se simt ca și cum câinele lor ar fi un membru al familiei lor. Mulți proprietari occidentali le permit câinilor lor să doarmă în pat cu ei și raportează o diminuare a anxietății. În culturile musulmane, câinele este considerat necurat, iar consensul general în aceste țări este că păstrarea unui câine ca animal de companie este impură.
Legătura dintre om și câine este întărită, sau diminuată, în funcție de cantitatea și calitatea timpului petrecut cu caninul și prin activități precum plimbările de rutină, hrănirea, îngrijirea și jocul.

### În știință

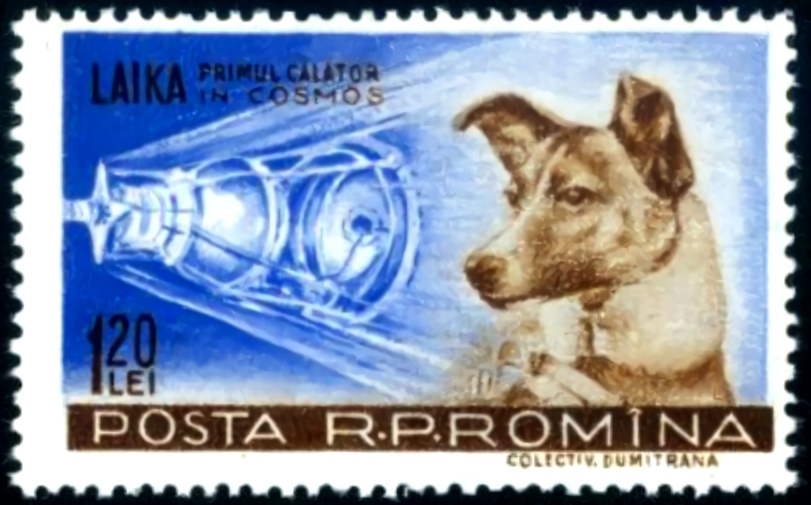
Timbru românesc din 1959 înfățișând-o pe Laika

În sfera științifică, animalele sunt folosite pentru a experimenta produse sau pentru a îmbunătăți rasele, cunoscute sub numele de cobai, și pentru cercetări genetice. În toate aceste utilizări, există legi care interzic relele tratamente și asigură un mediu cât mai bun. Aceste cercetări genetice se bazează pe faptul că oamenii și câinii au în comun anumite boli cu aceeași bază genetică, astfel încât pot contribui cu informații despre patogeneza unor boli precum cancerul, epilepsia, diabetul și problemele cardiovasculare.

Imagine realizată de AI

 Fără a risca să fie maltratați, câinii sunt prezenți și în domeniul tehnologic, dar sub formă de roboți. Într-un sondaj realizat în Japonia, majoritatea respondenților au declarat că preferă compania unui animal în locul celei a unei ființe umane. De aici a apărut conceptul de câine robotizat pentru divertisment. Un exemplu este Aibo de la Sony, care are încorporate mai multe funcții de inteligență artificială, ceea ce îi conferă capacitatea de a învăța prin încercări și erori și de a descoperi astfel ce poate și ce nu poate face. Există, de asemenea, o nouă versiune a acestui robot cu capacitatea de a găsi o priză pentru a-și reîncărca bateriile și de a recunoaște vocea și fața stăpânului său. De asemenea, personalitatea lui Aibo poate fi controlată de un computer și poate fi manipulată prin e-mail.
Laika a fost un câine din programul spațial sovietic și prima ființă vie care a intrat pe orbita spațială, lucru pe care l-a făcut la bordul Sputnik 2. A murit la scurt timp după lansare din cauza hipertermiei, probabil din cauza unui eșec al susținătorului central R-7 de a se separa de navă. Atât cauza cât și momentul morții au fost dezvăluite abia în 2002. însă experimentul a dovedit că pasagerii vii pot surpraviețui în spațiu si pot îndura starea de imponderabilitate, pregătind terenul pentru următoarele misiuni spațiale cu subiecți umani.
Snuppy a fost un alt pionier, devenind primul câine clonat din lume. Un ogar afgan, s-a născut în 2005 în urma unor experimente efectuate de sud-coreeni și a ținut prima pagină a ziarelor din întreaga lume.

### Importanța culturală
Câinii erau reprezentați ca simbolizând protecția, loialitatea, fidelitatea, vigilența și dragostea. În Mesopotamia antică, din perioada veche babiloniană până în cea neo-babiloniană, câinii erau simbolul Ninisinei, zeița vindecării și a medicinei, iar adoratorii ei îi dedicau frecvent mici modele de câini așezați. În perioadele neo-asiriană și neo-babiloniană, câinii erau folosiți ca embleme ale protecției magice. În China, Coreea și Japonia, câinii sunt văzuți ca protectori blânzi.
Există ilustrații cu câini pe pereții mormintelor din epoca bronzului, precum și statui, jucării pentru copii și ceramică ce înfățișează câini. Câinii de vânătoare sunt portretizați în mod obișnuit. Una dintre picturile preistorice cu o vechime estimată la 9.000 de ani, descoperită la adăposturile rupestre Bhimbetka din India, înfățișează un câine ținut în lesă de un bărbat. Arta rupestră din Tassili n'Ajjer include, de asemenea, reprezentări foarte sugestive de câini.
Câinii erau apreciați de greci pentru credința și dragostea lor. Odiseea lui Homer spune povestea lui Odiseu, care a crescut un câine pe nume Argos, și care a fost singurul care l-a recunoscut atunci când s-a întors acasă după călătoriile sale, deghizat pentru a-și ascunde înfățișarea. Această temă a fost adesea reprezentată în vasele grecești antice.

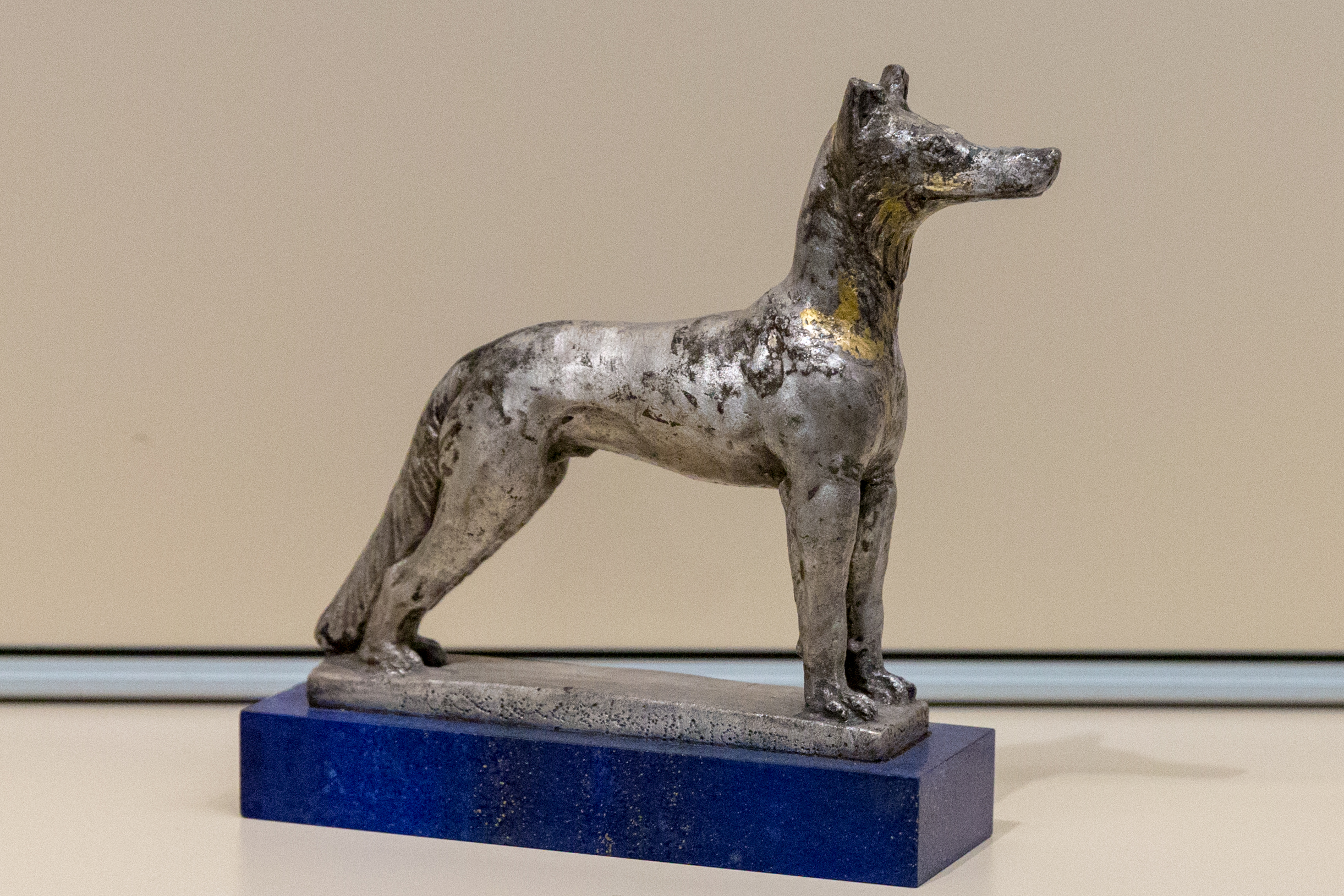
Statuetă egipteană reprezentând zeul Anubis
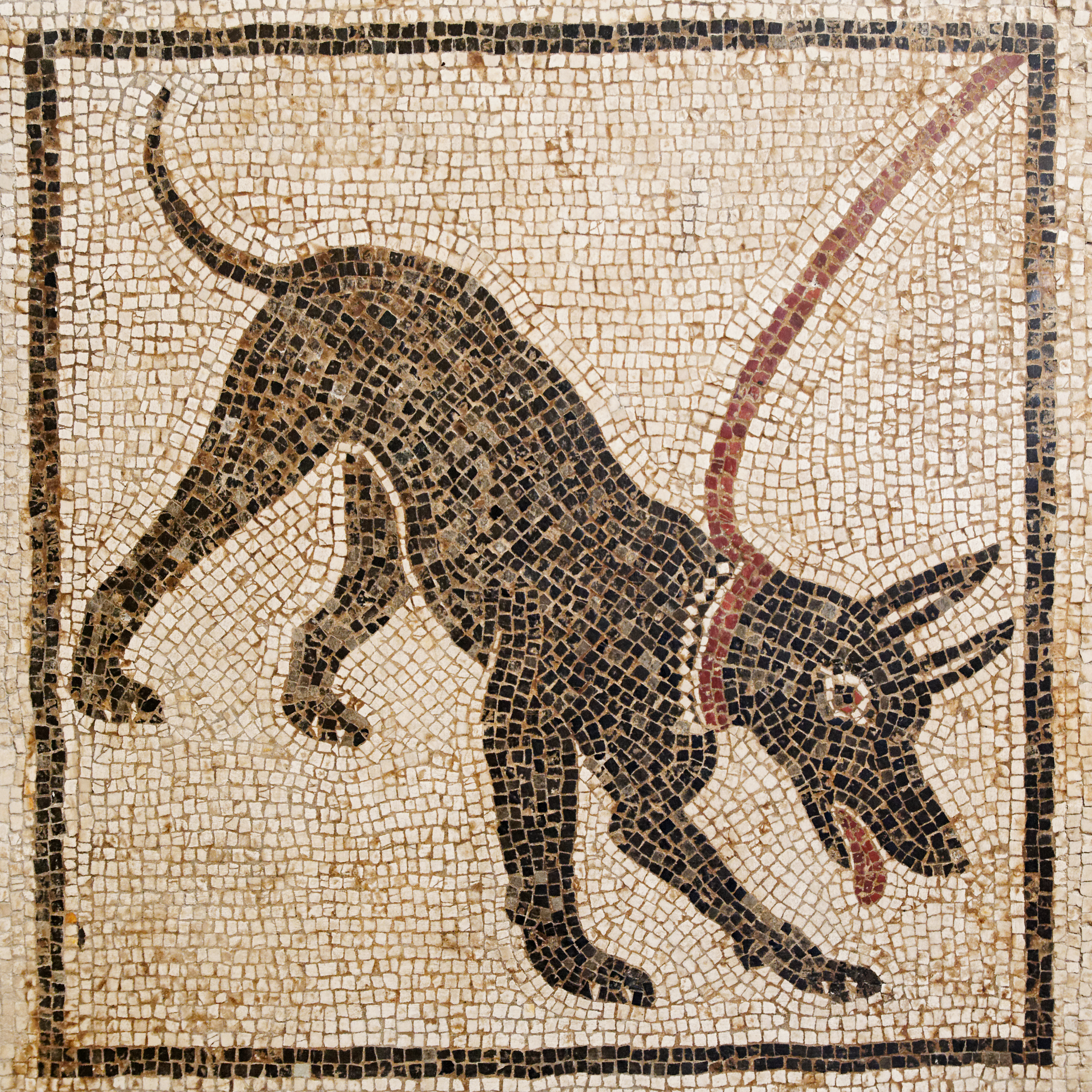
Mozaic roman, Muzeul Național de Arheologie Casa di Orfeo
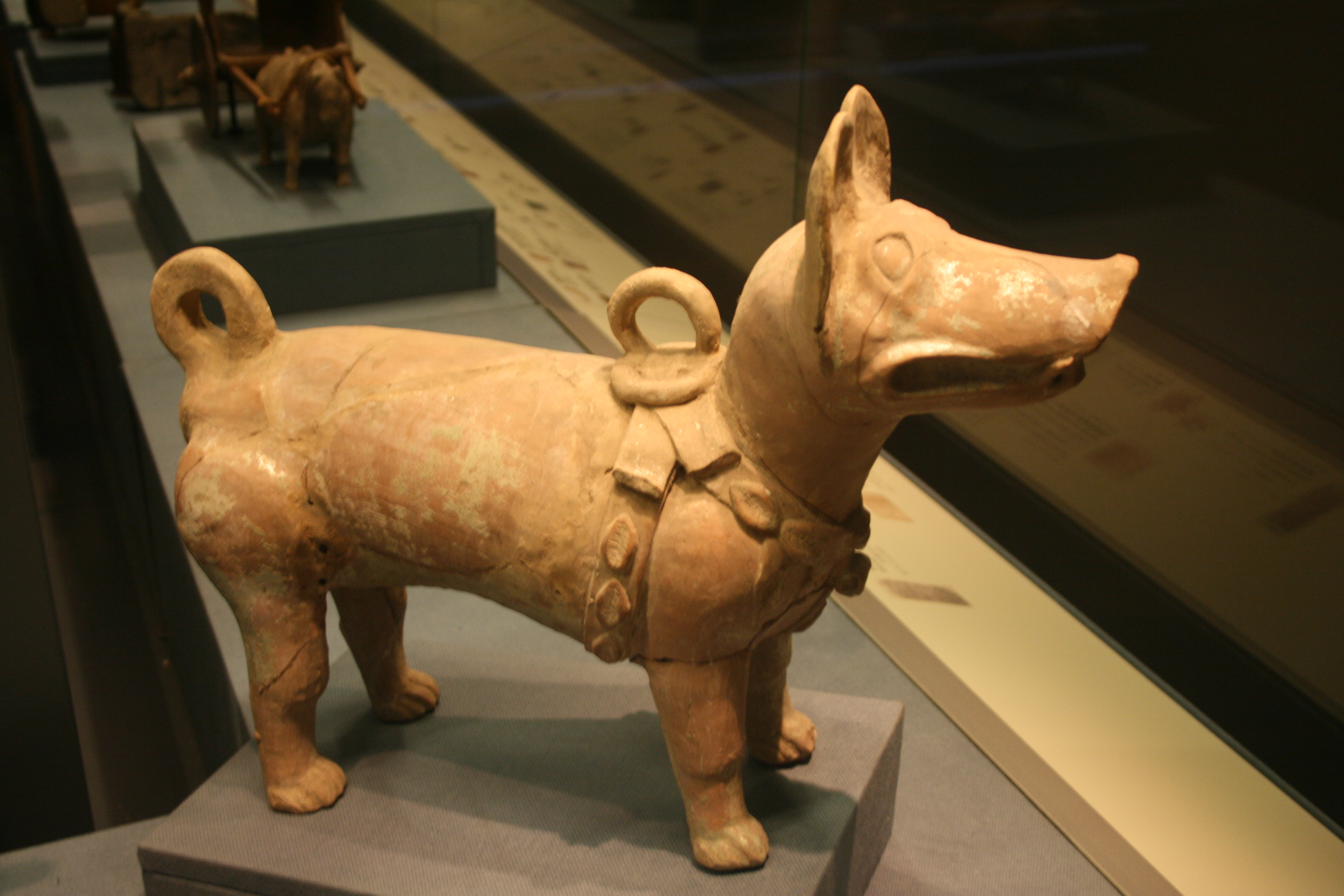
Căine ceramic, dinastia Han
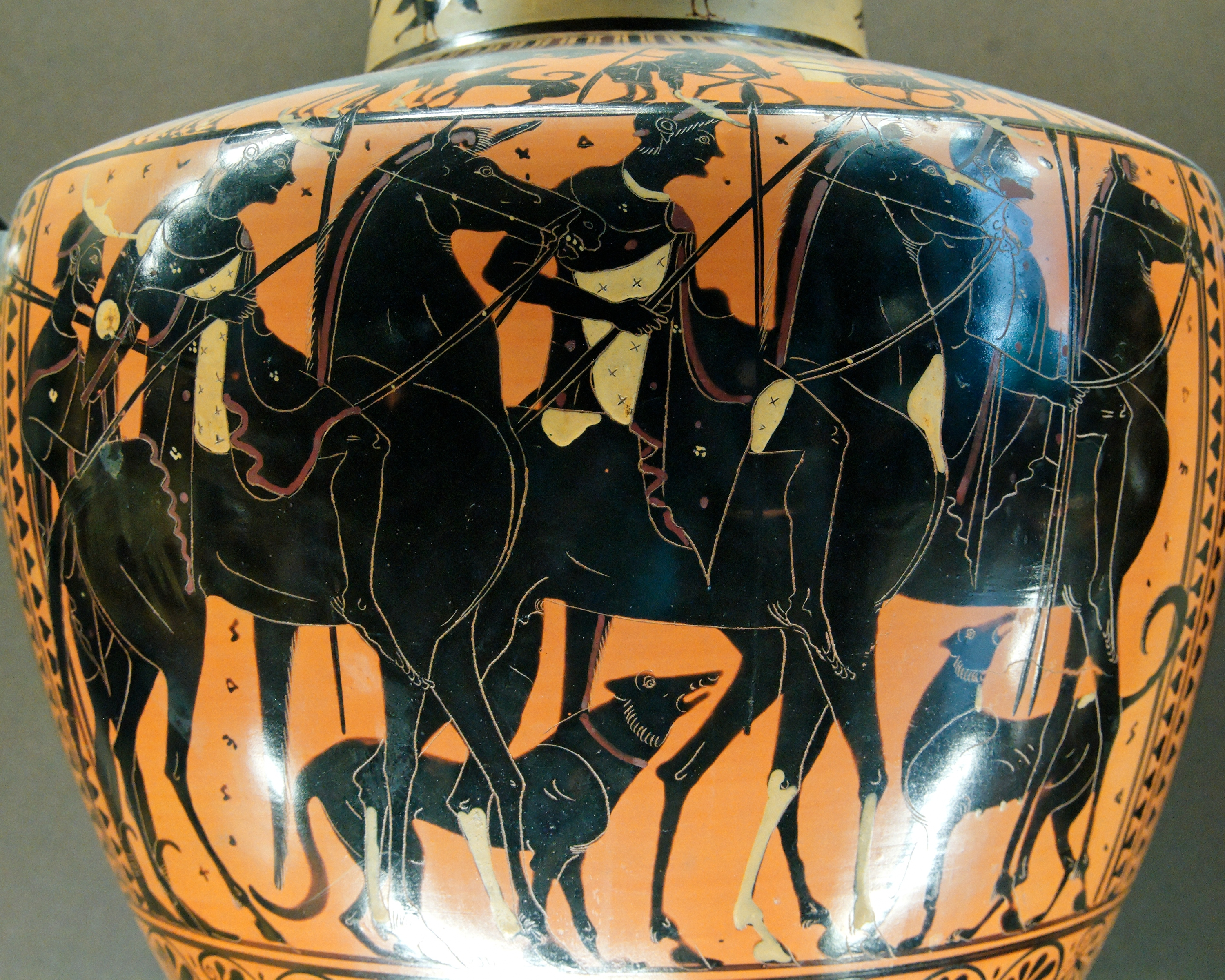
Călăreți și câini. Cermică din Grecia Antică, cca. 510-500 î.Hr.
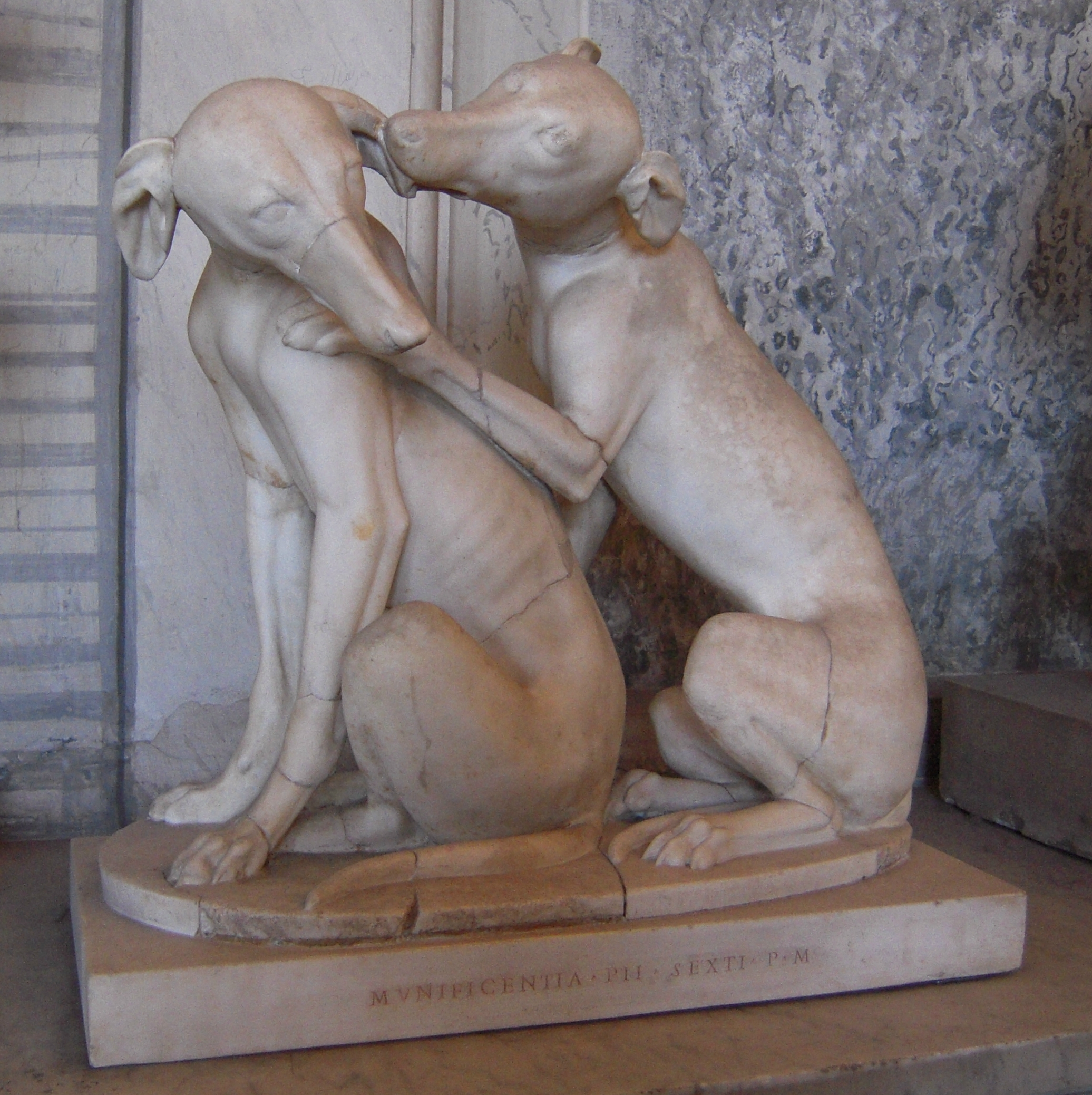
Statuie câini de vânătoare, Roma antică

De asemenea, au fost folosiți ca simboluri în pictură. Filosoful grec Diogene (404-323 î.Hr.) a fost reprezentat de Jean-Léon Gérôme în compania unor câini, care serveau drept emblemă a filosofiei sale „cinice” (din grecescul kynikos, asemănător cu un câine), care punea accentul pe o existență austeră. Diogene a afirmat că „Spre deosebire de ființele umane care fie îi păcălesc pe alții, fie sunt păcălite, câinii vor lătra cinstit la adevăr. Alți câini își mușcă dușmanii, eu îmi mușc prietenii pentru a-i salva”. În tabloul Portretul unui om care scrie la o masă, realizat de pictorul olandez Hendrik Martenszoon Sorgh, un predicator și teolog protestant, cu Biblia deschisă pe masă, este înfățișat alături de câinele său. Câinele reprezintă fidelitatea, vigilența și regularitatea în cercetare, datorită inteligenței și intuiției naturale percepute ca fiind atribute ale unui câine.
Tabloul intitulat A Distinguished Member of the Humane Society înfățișează un câine foarte cunoscut în Londra. Câinele, pictat în 1838 de Sir Edwin Landseer, era un Terra Nova numit Bob, care a fost găsit într-un naufragiu în largul coastelor Angliei. Câinele a ajuns pe malul Londrei, unde a devenit cunoscut pentru că a salvat oameni de la înec de un total de 23 de ori pe parcursul a 14 ani. Pentru acest lucru, a fost făcut membru distins al Royal Humane Society, acordându-i-se o medalie și acces la hrană.

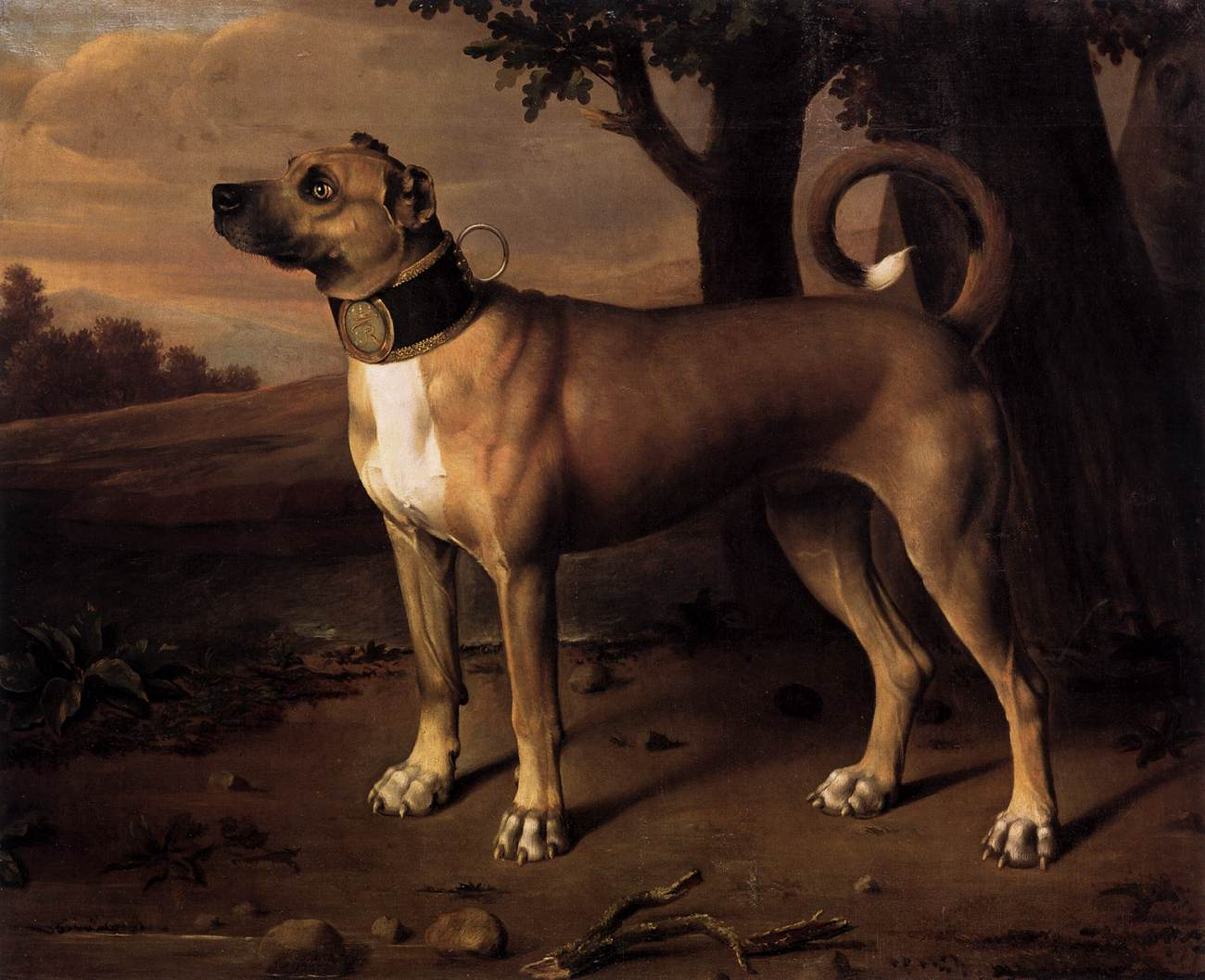
Johann Christof Merck, Câine cu zgardă, 1705
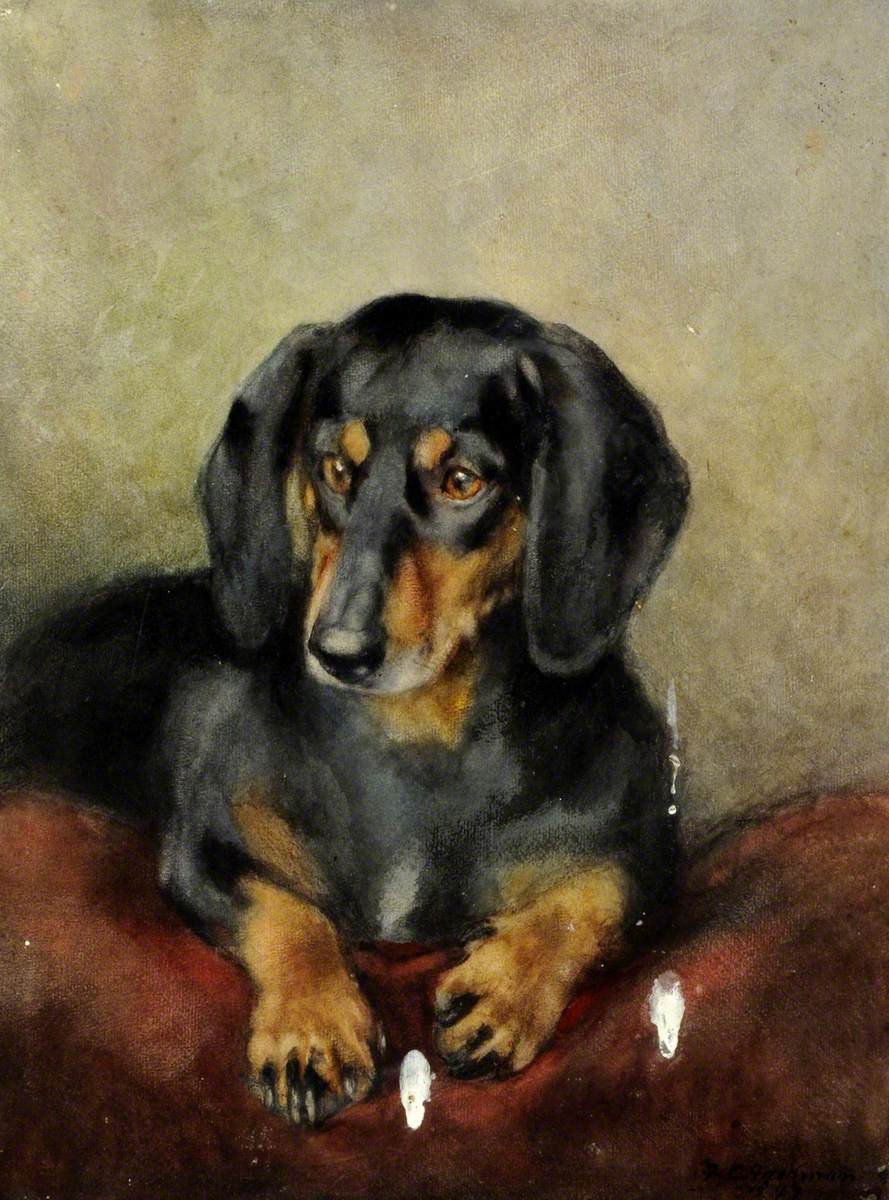
Școala britanică
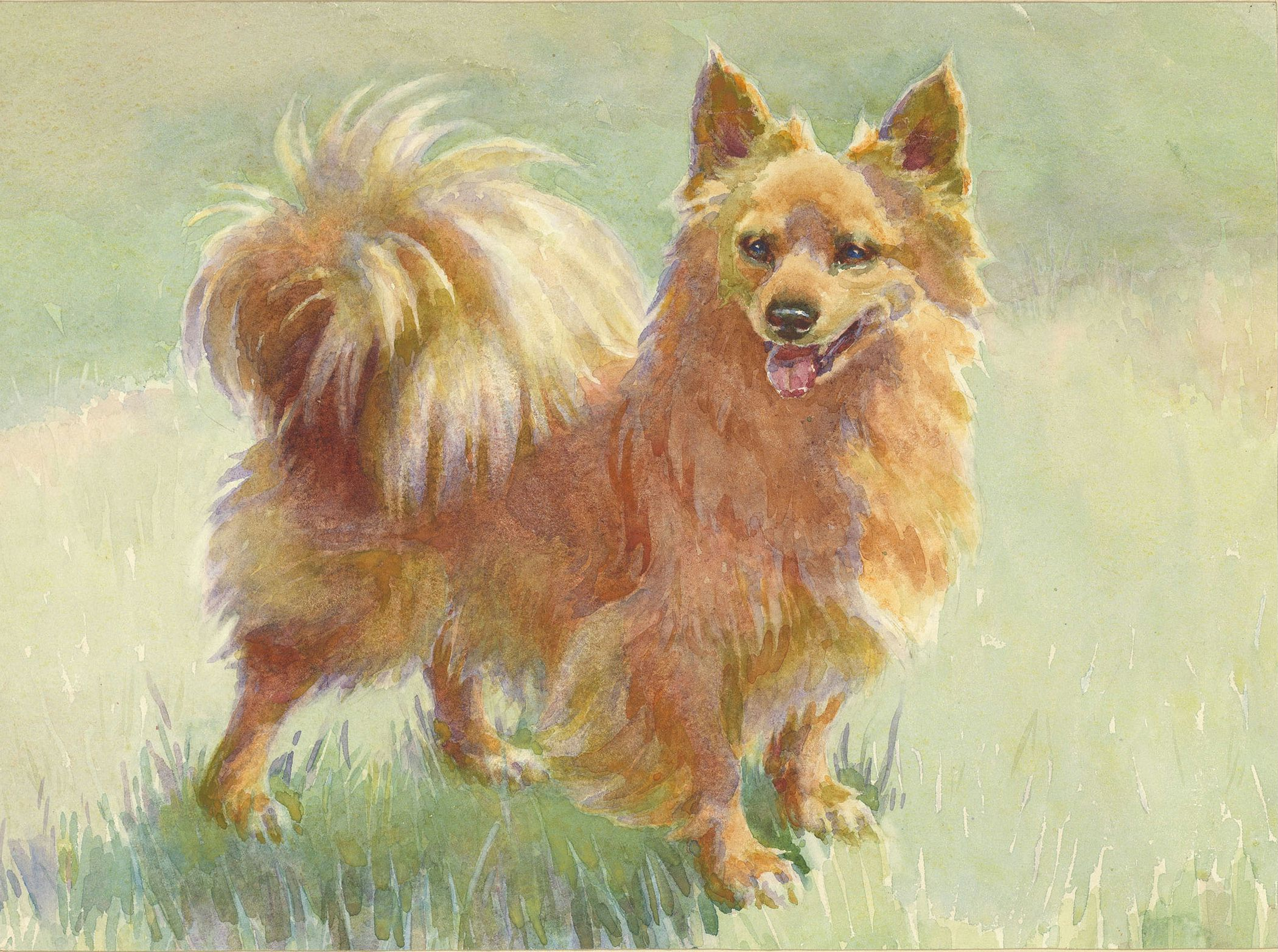
Câinele reginei Victoria
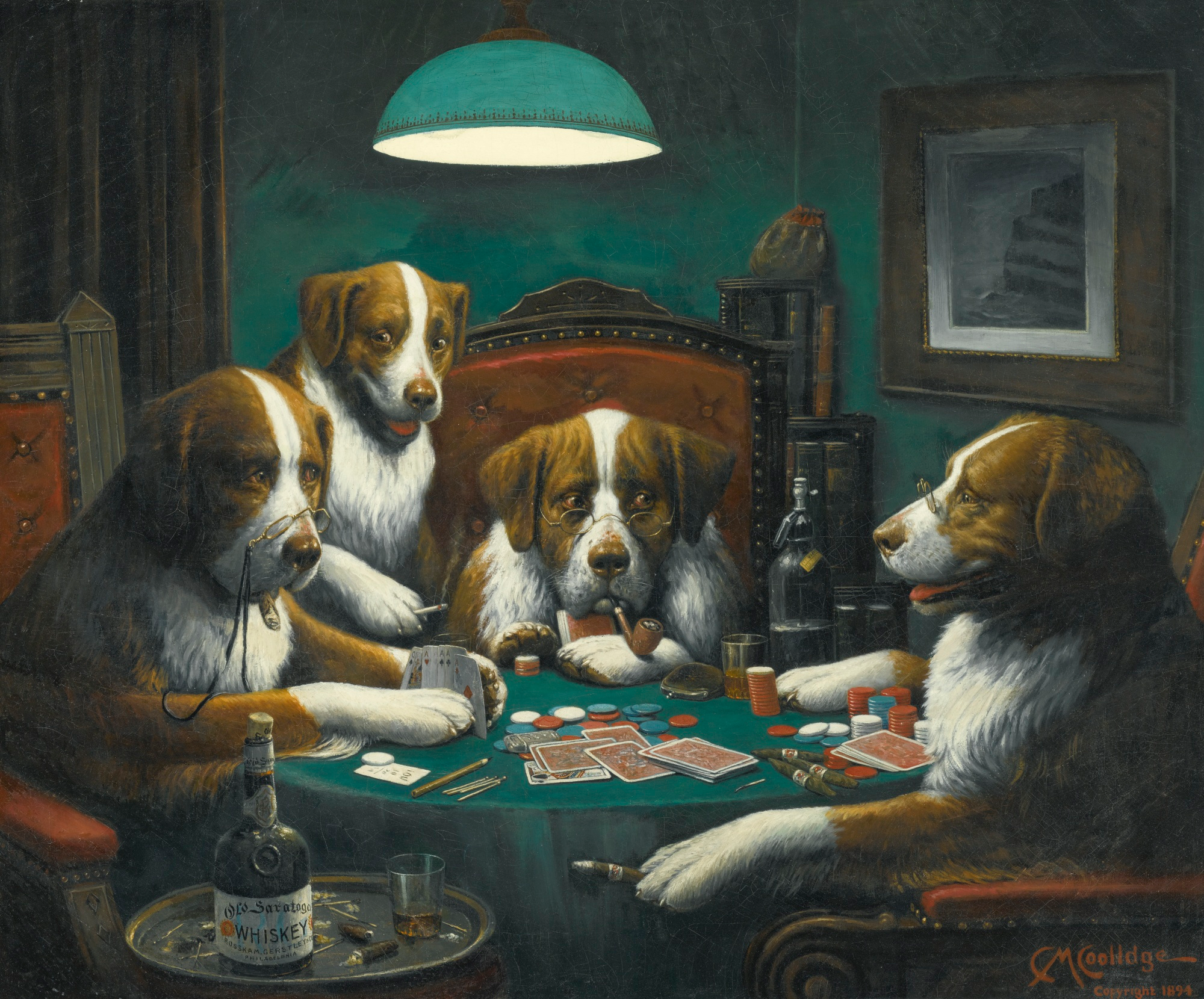
Joc de poker, Cassius Marcellus Coolidge, 1894
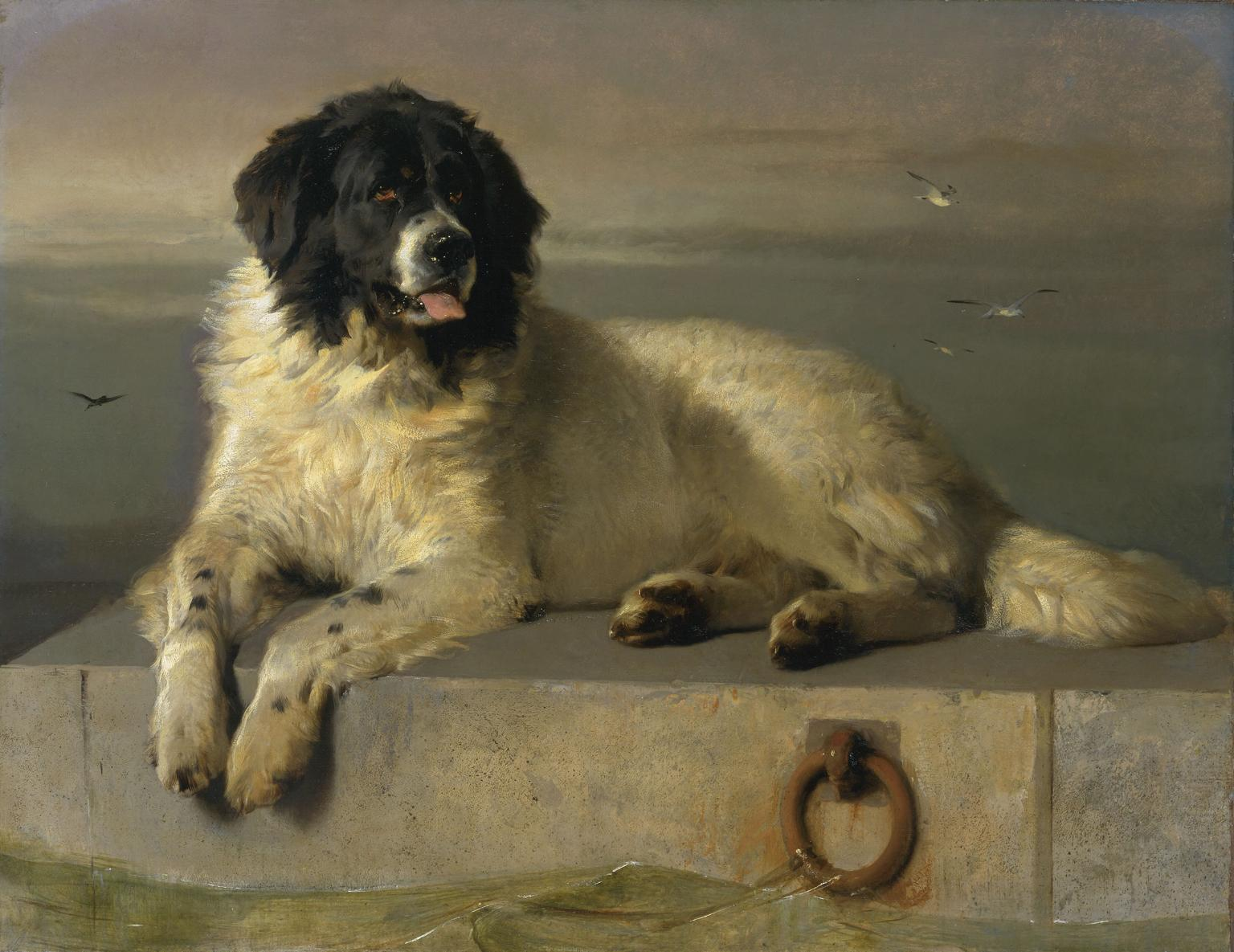
A Distinguished Member of the Humane Society de Sir Edwin Landseer

În mitologie, câinii servesc adesea ca animale de companie sau drept câini de pază. Câini care păzesc porțile lumii răului apar în mitologiile indo-europene și pot proveni din religia proto-indo-europeană. În mitologia greacă, Cerber este un câine de pază cu trei capete și coadă de dragon care păzește porțile Hadesului. Câinii sunt, de asemenea, asociați cu zeița greacă Hecate. În mitologia nordică, un câine numit Garmr îl păzește pe Hel, un tărâm al morților. În mitologia persană, doi câini cu patru ochi păzesc Podul Chinvat. În mitologia galeză, Annwn este păzită de Cŵn Annwn. În mitologia hindusă, Yama, zeul morții, deține doi câini de pază pe nume Shyama și Sharvara, care au patru ochi. Se spune că ei veghează la porțile Naraka. Un câine negru este, de asemenea, considerat a fi vahana lui Bhairava (o încarnare a lui Shiva).
În creștinism, câinii reprezintă fidelitatea. În cadrul confesiunii romano-catolice în mod specific, iconografia Sfântului Dominic include un câine, după ce mama sfântului a visat la un câine care izvorăște din pântecele ei și rămâne însărcinată la scurt timp după aceea. Ca atare, Ordinul dominican (latina ecleziastică: Domini canis) înseamnă „câinele Domnului”.
Viziunea asupra câinilor în Islam este amestecată, unele școli de gândire considerându-i necurați, deși Khaled Abou El Fadl afirmă că această viziune se bazează pe „mitologia arabă pre-islamică” și „o tradiție care trebuie atribuită în mod fals Profetului”.

### Ficțiune

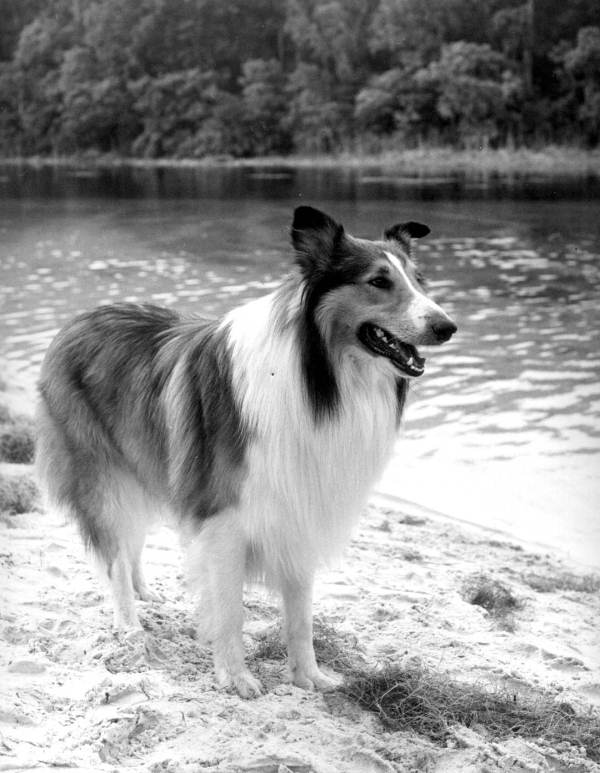
Lassie, serial de televiziune, 1965

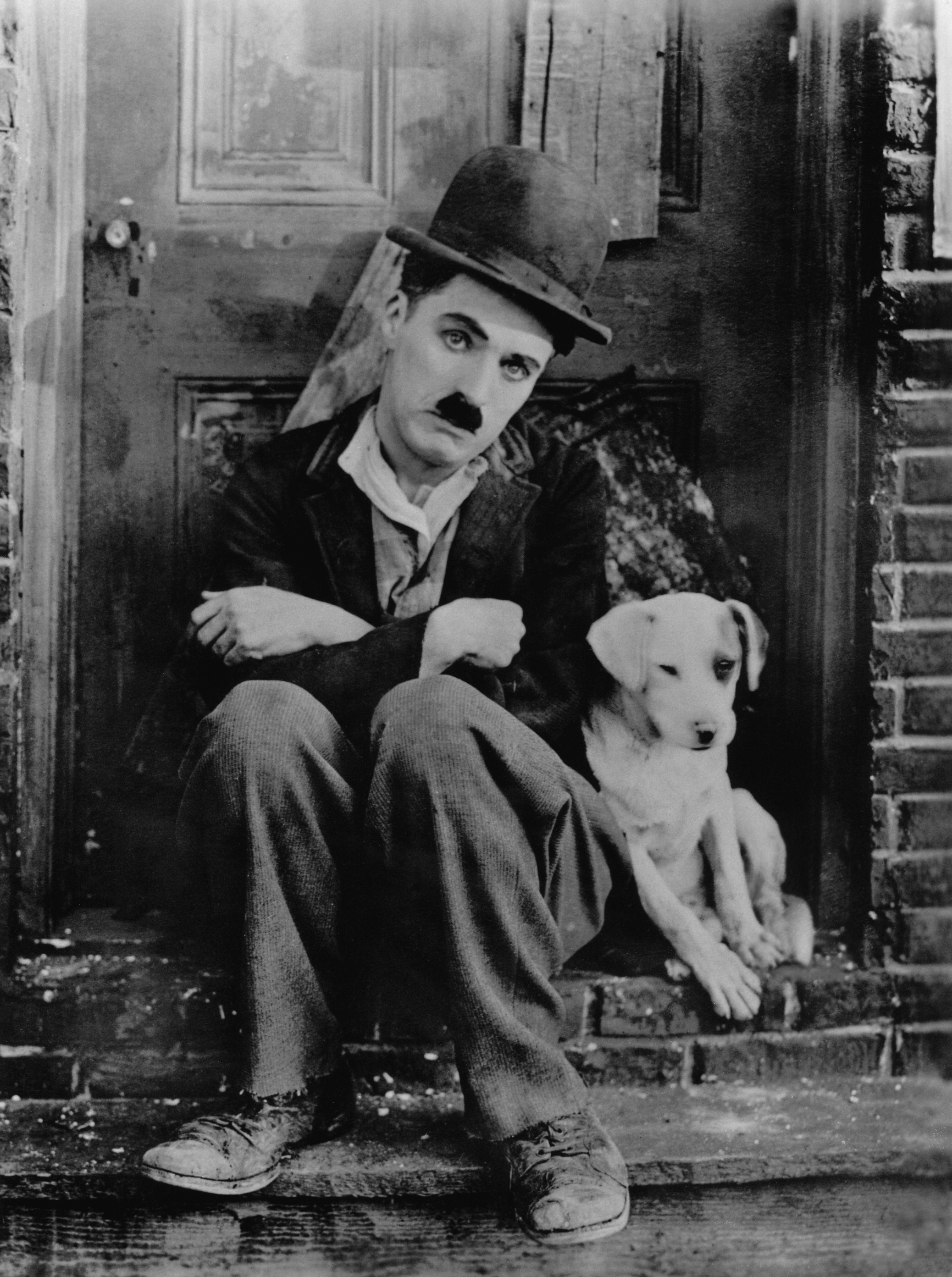
Charlie Chaplin în A Dog's Life, 1918, povestea unui vagabond și a unei corcituri care, împotriva tuturor șanselor, reușesc să iasă din mizerie.

Ficțiunea a produs nenumărați câini, de la literatură la cinematografie, fie că este vorba de filme, desene animate sau benzi desenate. Printre cei mai cunoscuți sunt unii care au marcat generații, fie în propria țară, fie în întreaga lume. Creat de studiourile Disney, 101 dalmațieni a fost un desen animat care a fost produs pentru prima dată în 1961 și a devenit film 35 de ani mai târziu, cu o continuare numită 102 Dalmațieni. Cîinii au devenit, de asemenea, personaje în jocuri video, jucării de pluș, haine și accesorii. Tot o creație a acestui studio este și câinele de vânătoare Pluto, companionul lui Mickey Mouse. Creat în 1950, personalitatea sa aproape umană l-a făcut să iasă în evidență în întreaga lume. În 1941, desenul animat "Give Me a Paw", cu caninul în rolul principal, a câștigat premiul Oscar pentru cel mai bun scurtmetraj de animație. La fel ca și Dalmațienii, Pluto este prezent pe diverse produse, la fel ca și un alt câine celebru din viața șoricelului american: Goofy, a cărui primă apariție într-un desen animat a avut loc în 1932. Un alt personaj de benzi desenate este Pif din Pif le chien, un câine cu aspect antropomorfic care formează o relație antagonică cu pisica Hercule.
În domeniul desenelor animate, Scooby-Doo, câinele danez creat în 1969 de Iwao Takamoto, și Snoopy, personajul câine beagle din banda desenată Peanuts, creat de Charles Schulz, s-au remarcat prin faptul că au rămas pe ecranele televizoarelor din întreaga lume și că au apărut în diverse produse și benzi desenate. Scooby a ajuns chiar și pe ecranele cinematografelor cu două filme. Specific benzilor desenate, Bidu, un câine schnauzer albastru creat de brazilianul Maurício de Sousa, și Ideiafix, micuțul companion al lui Obelix, s-au remarcat de asemenea ca personaje fictive.
În cinematografie se remarcă Lassie, câinele care a dat numele serialului și al celebrului film filmat alături de Elizabeth Taylor; Rin-Tin-Tin, protagonist a aproape treizeci de filme, deținător al unei stele pe Walk of Fame și unul dintre primii câini din lume care a devenit celebru; și Marley, un câine care a marcat viața unei familii și care a ajuns din cartea scrisă și trăită de John Grogan, pe ecranul cinematografului în Marley & Me.
În literatură, în 1917, Jack London a publicat Mihail, cîine de circ, care îl are ca erou un terrier irlandez. O temă majoră a cărții este modul în care diverse animale sunt învățate să se dea în spectacol pentru public. Pe baza romanului, în 1979 s-a făcut filmul româno-vest german Mihail, cîine de circ.

#### Heraldică
Deoarece aristocrația folosea adesea câini de vânătoare, câinii au fost prezentați ca simboluri în heraldică. La sfârșitul Evului Mediu și în Renaștere, heraldica a devenit o disciplină foarte dezvoltată. Câini de diferite tipuri și, ocazional, de rase specifice, apar  în multe steme și simbolizează adesea curajul, vigilența, loialitatea și fidelitatea.
Ogarul apare foarte des în heraldica britanică, fiind prezent pe stemele mai multor familii engleze și scoțiene. O familie a folosit un ogar înaripat pentru blazonul său. Alte rase folosite mai rar în heraldică sunt mastiffii, câinii de vânătoare și foxhound.

Blazonul Casei Tudor
Stema fostei municipalități finlandeze Tottijärvi
Stema municipalității Chénens
Stema orașului spaniol Biosca
Blazonul familiei Franchessin
Blazonul familiei Vaneilles

#### Expresii și proverbe
Multe expresii au legătură cu câinii și au atât conotații pozitive, cât și negative („viață de câine”, „inimă de câine”, „vreme câinoasă”). O serie de proverbe au ajuns, de asemenea, în limbajul cotidian în legătură cu relațiile om–câine, cum ar fi „câinele care latră nu mușcă” sau „a tăia frunză la câini”, „umblă câinii cu covrigi în coadă”, „a se înțelege precum câinele cu pisica”, „a se mânca precum câinii”, „câinii latră, caravana trece”, „brânză bună în burduf de câine”, „câinele moare de drum lung și prostul de grija altuia”, „pe omul bun nici câinii nu-l latră”, „nu mor caii când vor câinii”.